# Časová osa války v Pásmu Gazy (2025)
Toto je časová osa války v Pásmu Gazy zahrnující období roku 2025. Válka začala 7. října 2023 útokem palestinských ozbrojených skupin proti civilním i vojenským objektům v Izraeli. Na to odpověděly Izraelské obranné síly (IOS) leteckými údery v Pásmu Gazy.

## Leden 2025

#### Středa 1. ledna
Příslušníci IOS, kteří sloužili ve válce v Pásmu Gazy obvinili velitele 252. vojenské divize, brigádního generála Jehudu Vacha, že ohrožuje životy vojáků svým agresivním přístupem k operacím a posílá jednotky do bojových oblastí bez adekvátní přípravy. IOS tato tvrzení odmítly a sdělily, že všechna Vachova rozhodnutí byla profesionální a že jeho akce byly prováděny ve spolupráci s armádní velitelskou strukturou.
Podle IOS byly krátce po půlnoci na Izrael z Pásma Gazy vypáleny 2 projektily. Jeden byl sestřelen protivzdušnou obranou, druhý dopadl na otevřené prostranství.
Podle palestinských představitelů bylo při izraelském útoku v Džabalíji zabito 15 osob a 20 jich bylo zraněno. V Rafahu izraelské jednotky lokalizovaly a zničily zařízení na výrobu raket. Na místě vojáci našli rakety středního až dlouhého doletu spolu s dalšími zbraněmi.
Podle palestinského ministerstva zdravotnictví izraelský útok v uprchlickém táboře Bureij v zabil ženu a dítě, další útok v Chán Júnis na jihu Pásma Gazy zabil 3 lidi.
Podle palestinského ústředního statistického úřadu (PCBS) počet obyvatel Pásma Gazy poklesl od začátku války s Izraelem o 6 %. Pásmo podle PCBS opustilo asi 100 000 Palestinců, 45 500 Palestinců, z toho více než polovina žen a dětí bylo zabito a dalších 11 000 osob se pohřešuje. V současnosti se populace Pásma Gazy pohybuje okolo 2,1 milionu osob.

#### Čtvrtek 2. ledna
Podle palestinských úřadů bylo při izraelském bombardování Al-Mawásí zabito 11 osob. Mezi zabitými je i generální ředitel policejního oddělení v Gaze Mahmúd Salah. Podle Izraele byl Salah šéfem bezpečnostních sil Hamásu v jižní Gaze.
IOS ve svém prohlášení uvedly, že izraelské letectvo zasáhlo velitelské centrum řízené operativci Hamásu uvnitř správní budovy ministerstva vnitra v Chán Júnisu. Podle palestinských zdravotníků bylo při útoku zabito 6 lidí. Podle IOS se v budově nacházelo velitelské centrum Hamásu.
Podle palestinských zdravotní zahynulo při izraelském útoku v Gaze, v ulici Džalá 4 osoby a 2 osoby byly zabity ve čtvrti Zajtún. PID se přihlásil k raketovému útoku na Izrael. Podle IOS byla jedna raketa zachycena protivzdušnou obranou.
Podle IOS byl zaznamenán nárůst sebevražd mezi izraelskými vojáky. Od 7. října 2023 si život vzalo 28 vojáků. V roce 2022 evidovaly IOS 14 sebevražd a v roce 2021 11.
Podle mluvčího PID si jeden z rukojmí držených touto skupinou pokusil vzít život. Jeden z lékařských týmů PID sebevraždě zabránil. Mluvčí ale neuvedl podrobnosti o identitě rukojmího, ani jeho současný zdravotní stav.
Podle palestinského ministerstva zdravotnictví počet osob zabitých v Pásmu Gazy stoupl na 45 581.

#### Pátek 3. ledna
Podle IOS byly ze severní části Pásma Gazy na Izrael vypáleny 2 projektily. Jeden projektil dopadl poblíž Nir Am a druhý na otevřené prostranství. Nebyla hlášena žádná zranění.
Podle IOS byla protivzdušnou obranou sestřelena protiletadlová raketa vypálená na izraelský vrtulník letící nad Pásmem Gazy.
Podle palestinských zdravotníků více než 12 žen a dětí bylo zabito při útocích v centrální části Pásma Gazy, včetně Nusejratu, Zawajdy, Magházi a Deir al-Baláh. Další izraelský letecký útok zabil 7 lidí, včetně čtyř dětí a ženy, ve čtvrti Šijája poblíž Gazy a další útok zabil dva lidi na křižovatce Al-Sámer v Gaze.
Podle palestinského ministerstva zdravotnictví počet osob zabitých v Pásmu Gazy stoupl na 45 658.

#### Sobota 4. ledna
IOS ve svém prohlášení uvedly, že její jednotky v posledních dnech zničily celý obytný komplex v severní Gaze, poblíž Bajt Hanúnu, který byl používán jako úkryt a velitelské centrum vyššími veliteli Hamásu. Komplex měl výškové budovy s výhledem na oblast Sderot v jižním Izraeli a sloužil podle IOS... jako centrální teroristický komplex s protitankovými palebnými pozicemi, nástražnými výbušnými systémy, tunely a raketomety namířenými na Izrael.
Podle palestinských zdravotníků nejméně 22 osob bylo zabito při 3 náletech v Gaze. Nejméně 6 Palestinců bylo zabito při izraelských náletech v Džabalíji na severu a poblíž města Dajr al-Baláh.
Hamás zveřejnila propagandistické video, které ukazuje rukojmí Liri Albag jako důkaz, že je živá. Albag, příslušnice IOS byla umístěn na stanovišti v Nachal Oz, odkud byla unesena 7. října 2023.
Izraelský velvyslanec při OSN v Ženevě Daniel Meron zveřejnil na sociálních sítích dopis, který v pátek poslal WHO a Volkeru Türkovi, vysokému komisaři Úřadu OSN pro lidská práva. V dopise se uvádí, že... razie v nemocnici Kamal Adwan před týdnem byla vyvolána nevyvratitelnými důkazy, že nemocnici využívají militanti Hamásu a Palestinského islámského džihádu. Ve své reakci na tento dopis Türk odpověděl, že Izrael... nedoložil mnoho z těchto tvrzení, která jsou často vágní a široká. V některých případech se zdá, že jsou v rozporu s veřejně dostupnými informacemi.
IOS podle vlastního prohlášení zničily tunel a podzemní továrnu Hamásu na výrobu zbraní v centrální části Pásma Gazy. Uvnitř tunelu vojáci nalezli několik soustruhů a strojů na zpracování a řezání materiálů používaných k výrobě zbraní. Získány byly také dokumenty, počítače a přenosné pevné disky.
Podle palestinského ministerstva zdravotnictví počet osob zabitých v Pásmu Gazy stoupl na 45 717.

#### Neděle 5. ledna
Podle IOS zasáhlo izraelské letectvo během dvou dnů v Pásmu Gazy více než 100 cílů. Několik útoků bylo zaměřeno na místa, ze kterých palestinští militanti v posledních dnech stříleli projektily na Izrael.
Do nověvzniklé charedim brigády IOS, známé jako Hasmonejská brigáda bylo povoláno prvních 50 ultraortodoxních vojáků. Dalších 100 charedim mužů bylo povoláno do první záložní roty Hasmonejské brigády.
Podle palestinských zdravotníků izraelský nálet zabil 5 lidí v uprchlickém táboře Nusejrat ve střední části Pásma Gazy a další nálet zabil několik osob v Džabalíji. Podvečerní izraelský nálet na policejní stanici v Chán Júnisu v jižní Gaze zabil 6 lidí.
Podle IOS izraelské jednotky v boji zabily Saada Saida Zakiho Dahnona, velitel roty PID a zástupce velitele raketové divize PID pro sever Pásma Gazy. Podle IOS se Dahnon podílel na útoku na Izrael 7. října 2023.
Podle palestinského ministerstva zdravotnictví počet osob zabitých v Pásmu Gazy stoupl na 45 805.

#### Pondělí 6. ledna
Agentura Světový potravinový program OSN (WFP) obvinila Izrael ze střelby na jeden ze svých konvojů s humanitární pomocí v Pásmu Gazy a uvedla, že nejméně 16 kulek zasáhlo jasně označená vozidla, nikdo ale nebyl zraněn. Na jasně označený konvoj WFP střílely izraelské síly poblíž kontrolního stanoviště ve Wadi Gaza, čímž byly životy našich zaměstnanců vystaveny obrovskému riziku a vozidla zůstala znehybněna, uvádí se v prohlášení WFP.
Hamás zveřejnil seznam 34 jmen izraelských rukojmích zadržovaných v Gaze, kteří by mohli být propuštěni v první fázi dohody o příměří. Úřad premiéra B. Netanjahua uvedl, že tento seznam byl Izraelem předán zprostředkujícím zemím již v červenci 2024. Zprávy naznačovaly, že Hamás souhlasil s několik měsíců starým seznamem, přičemž odmítl poskytnout informace o stavu rukojmích, na jejichž získání Izrael trvá, než dojde k jakékoli dohodě.
Podle IOS byly identifikovány tři projektily vypálené ze severní části Pásma Gazy. Jeden projektil byl zachycen izraelským letectvem, jeden dopadl do Sderotu a další projektil dopadl do otevřeného prostoru.Jedna osoba byla lehce zraněna. Ve Sderotu zasáhla raketa dvůr místního rabína.
Podle palestinského ministerstva zdravotnictví počet osob zabitých v Pásmu Gazy stoupl na 45 854.
Podle IOS počet izraelských vojáků padlých v Pásmu Gazy stoupl na 397.

#### Úterý 7. ledna
IOS zveřejnila záběry z výslechu operativce Hamásu zadrženého vojáky v nemocnici Kamal Adván, ve kterých říká, že Hamás používá zdravotní středisko jako úkryt. Podle IOS bylo minulý měsíc během operace v Kamal Adván zadrženo izraelskými vojáky více než 240 členů Hamásu a PID.
Podle izraelského úřadu Koordinátora vládních aktivit na obsazených územích Izrael minulý týden usnadnil přepravu asi 1 100 nákladních automobilů s humanitární pomocí do Pásma Gazy.
Podle prohlášení IOS byla ze severu Pásma Gazy po 64 dnech bojů stažena brigáda Kfir ze sestavy 162. divize IOS, která v operaci pokračuje. Brigáda Kfir podle IOS během svého působení ve městech Bajt Lahíja a Bajt Hanún a ve čtvrti Šejk Zajíd zabila více než 300 operativců palestinských militantních skupin. Během bojů také padlo 12 příslušníků brigády.
Podle palestinského ministerstva zdravotnictví počet osob zabitých v Pásmu Gazy stoupl na 45 885.
Podle IOS počet izraelských vojáků padlých v Pásmu Gazy stoupl na 398.

#### Středa 8. ledna
Podle Zvláštní zástupkyně OSN pro sexuální násilí v konfliktech Pramily Pattenové Izrael blokuje zahájení vyšetřování sexuálního násilí páchaného Hamásem během jeho útoku 7. října 2023. Důvodem je, že by to také vyžadovalo, aby OSN mohla vyšetřovat údajné sexuální zločiny spáchané na Palestincích v izraelském zadržovacích zařízeních. Dohoda, kterou by OSN s Izraelem uzavřela by vyžadovala, aby Izrael umožnil OSN přístup do svých zadržovacích zařízení k prošetření obvinění ze sexuálního násilí spáchaného izraelskými bezpečnostními silami. To ale Izrael podle zprávy odmítl.
Podle IOS izraelští vojáci nalezli a vyzvedli tělo rukojmího Júsefa al-Zajádnyho z podzemního tunelu v oblasti Rafahu v Pásmu Gazy a vrátili ho do Izraele. Do Izraele byly již dříve přivezeny také ostatky Zajadnova syna Hamzy. Podle IOS během svého útoku vzali ozbrojenci 251 lidí jako rukojmí. Z nich 95 zůstává v Gaze, včetně 34, o kterých IOS předpokládá, že jsou mrtví.
Podle listu New York Post Amnesty International (AI) pozastavila činnost své izraelské pobočce za to, že se nedržela linie hnutí. K tomuto vývoji došlo poté, co místní pobočka odmítla zprávu Amnesty International z minulého měsíce, která obviňovala Izrael z genocidy v Gaze. AI obvinila svou izraelskou pobočku z... protipalestinského rasismu.
Podle palestinských zdravotníků izraelské nálety zabily v Pásmu Gazy nejméně 9 lidí, včetně 3 kojenců a 2 žen.
Podle izraelských médií byl v Pásmu Gazy zastřelen Palestinec, který spolupracoval s izraelskými jednotkami na odhalování nástražných zařízení v budovách. Palestince zastřelil izraelský důstojník, který o jeho spolupráci s izraelskými vojáky nevěděl.
Podle palestinského ministerstva zdravotnictví počet osob zabitých v Pásmu Gazy stoupl na 45 936.
Podle IOS počet izraelských vojáků padlých v Pásmu Gazy stoupl na 398.

#### Čtvrtek 9. ledna
Podle palestinských záchranářů 4 osoby, včetně 3 dívek byli zabiti, když letecký útok zasáhl jejich dům v uprchlickém táboře Nusejrat. Při jiném úderu bylo zabito 8 lidí, když byl zasažen jejich dům v Džabalíji.
Podle IOS a Šin bet byl při nedávném útoku zabit Usáma Abú Namus, velitel praporu Sabra, který je součástí brigády ze sestavy Hamásu. Jiný úder zabil Mohammeda al-Tarqa, zástupce velitele praporu Sabra. Podle IOS nedávné nálety také eliminovaly dva velitele roty Nukba z praporu Sabra, včetně jednoho z operativců zodpovědného za dodávky zbraní.
Podle palestinského ministerstva zdravotnictví počet osob zabitých v Pásmu Gazy stoupl na 46 006.

#### Pátek 10. ledna
Podle výzkumníků z London School of Hygiene & Tropical Medicine z Yaleovy univerzity a dalších institucí byl počet obětí během prvních devíti měsíců války mezi Izraelem a Hamásem v Pásmu Gazy byl asi o 40 % vyšší než počet zaznamenaný palestinským ministerstvem zdravotnictví. Výzkumníci odhadují, že v období od října 2023 do konce června 2024 došlo k 64 260 úmrtím v důsledku traumatických zranění. Studie uvádí, že 59,1 % mrtvých tvoří ženy, děti a lidé starší 65 let. Neposkytuje odhad o počtu palestinských bojovníků mezi mrtvými.
Podle amerického prezidenta J. Bidena došlo ke skutečnému pokroku v rozhovorech o příměří a dohodě o rukojmích mezi Izraelem a Hamásem. Stále doufám, že budeme schopni uskutečnit výměnu vězňů. Hamás je ten, kdo se právě teď staví do cesty této výměně, ale myslím, že bychom to mohli být schopni udělat, musíme to udělat, řekl Biden.
Vytvoření plánu na úplnou porážku Hamásu v Pásmu Gazy pro případ, že nebude uzavřena dohoda s Hamásem o rukojmích do 20. ledna nařídil IOS ministr obrany Israel Kac. Nesmíme být zataženi do opotřebovávací války proti Hamásu v Gaze, zatímco rukojmí zůstávají v tunelech ohroženi na životech a těžce trpí, řekl Kac.
Izraelský Nejvyšší soud nařídil státu, aby poskytl do 30. ledna podrobnosti o tom, jak hodlá vynucovat brannou povinnost ultraortodoxních mužů a jak bude bojovat proti odmítání reagovat na povolávací rozkazy.

#### Sobota 11. ledna
Podle Agentury civilní obrany v Pásmu Gazy bylo 8 lidí, včetně 2 dětí a 2 žen zabito izraelským ostřelováním školy Halwa ve městě Džabalíja na severu Pásma Gazy. Podle IOS byl útok zaměřen na militanty Hamásu.
Podle IOS byla z jižní části Pásma Gazy vypálena raketa na Izrael, směrem k oblasti Kerem Šalom. Raketa byla zachycena protivzdušnou obranou. Nebyly hlášeny žádné zprávy o zraněních nebo škodách.
Podle IOS počet izraelských vojáků padlých v Pásmu Gazy stoupl na 402.

#### Neděle 12. ledna
IOS vydaly výzvu k evakuaci palestinských civilistů z části Nusejratu. Důvodem je odpalování raket palestinskými skupinami z této oblasti proti Izraeli.
Americký prezident Joe Biden v rozhovoru s izraelským premiérem Benjaminem Netanjahuem vyzval k okamžitému příměří v Pásmu Gazy. Biden zdůraznil okamžitou potřebu příměří v Gaze a návratu rukojmích s nárůstem humanitární pomoci, který umožní zastavení bojů v rámci dohody, uvádí se v prohlášení Bílého domu. Podle Bidenova poradce pro národní bezpečnost Jake Sullivana... jsou strany velmi, velmi blízko dosažení dohody.
Podle palestinského ministerstva zdravotnictví počet osob zabitých v Pásmu Gazy stoupl na 46 565.

#### Pondělí 13. ledna
Podle nejmenovaného úředníka obeznámeného s jednáními rozhovory v Kataru o dohodě o příměří a rukojmích v Gaze dosáhly přes noc významného průlomu během rozhovorů mezi izraelským vyjednávacím týmem, katarským premiérem a vyslancem nově zvoleného amerického prezidenta Donalda Trumpa pro Blízký východ, který se nedávno připojil k jednáním. Podle médií návrh byl schválen vůdci Hamásu v zahraničí a vše nyní závisí na souhlasu Muhammada Sinvára, de facto vůdce Hamásu v Gaze.
Podle izraelského ministra financí Becalela Smotriče dohoda vypracovaná v Kataru o ukončení bojů v Gaze a návratu rukojmích je... kapitulací. Dohoda, která se formuje, je katastrofou pro národní bezpečnost státu Izrael, uvedl Smotrič v prohlášení.
Podle deníku The Wall Street Journal vysoký vojenský velitel Hamásu v Pásmu Gazy Muhammad Sinvár údajně začal operovat nezávisle na hlavním vedení Hamasu a ignoruje rozhodnutí exilového vedení Hamásu. Sinvár podle WSJ začal verbovat obyvatele Gazy tak, že se zaměřil na pohřby a modlitební shromáždění a nabídl jídlo, pomoc a lékařskou pomoc výměnou za službu v Hamásu. Hamás získává některé z těchto zdrojů z únosů konvojů s humanitární pomocí.
Hamás podle vlastního vyjádření zaútočil na izraelské vojáky v budově v Rafahu a následně odpálil nástražné zařízení IED zaměřené na dva obrněné transportéry, které přijely izraelské vojáky vyprostit.
Podle palestinského ministerstva zdravotnictví počet osob zabitých v Pásmu Gazy stoupl na 46 584.
Podle IOS počet izraelských vojáků padlých v Pásmu Gazy stoupl na 407.

#### Úterý 14. ledna
Podle palestinských zdravotníků bylo během noci při izraelských útocích v Dajr al-Baláh v centrální části Pásma Gazy a v Chán Júnisu zabito 18 osob, včetně šesti žen a čtyř dětí.
Ministr národní bezpečnosti Itamar Ben Gvir prohlásil, že v uplynulém roce opakovaně zmařil dohodu o příměří s Hamásem týkající se rukojmích, a zároveň vyzval ministra financí Becalela Smotriče, aby se k němu znovu připojil a zmařil nově vznikající dohodu. Gvir navrhl Smotričovi, aby premiéru Netanjahuovi pohrozili odchodem z vlády, pokud bude dohoda o příměří schválena. Gvirovo prohlášení následně vyvolalo ostrou kritiku jak u opozice, tak i rodin unesených Izraelců.
Podle návrhu dohody o příměří by v první fázi mělo být ze strany Hamásu propuštěno 33 rukojmí počínaje dětmi a ženami. Ze strany Izraele bude propuštěno asi 1 000 vězňů včetně těch s dlouholetými tresty. Jednání o druhé fázi by začala 16. den po implementaci první fáze. Během druhé fáze by mělo dojít ze strany Hamásu k propuštění zbývajících rukojmí, včetně vojáků, mužů ve vojenském věku a těl zabitých rukojmích. Podle izraelských médií bude IOS v Pásmu Gazy udržovat tzv. nárazníkové pásmo široké asi 800 m. Izraelské síly se stáhnou z koridoru Necarim a umožní pohyb obyvatelstva na sever Pásma Gazy. Izraelští představitelé prohlásili, že IOS se z Pásma úplně nestáhne, dokud nebudou navrácena všechna rukojmí.
Podle nejmenovaného izraelského představitele Izrael nevydá Palestincům tělo zabitého J. Sinvára. Podle arabských médií se Hamás pokoušel tuto podmínku včlenit do dohody o první fázi příměří.
K minometnému útoku na na jednotky IOS v prostoru koridoru Necarim se přihlásily blíže nespecifikovaní palestinští militanti. Brigády národního odporu se přihlásily k ostřelování izraelských jednotek minomety poblíž hraničního přechodu Rafah v jižní části Pásma Gazy.
Podle palestinského ministerstva zdravotnictví počet osob zabitých v Pásmu Gazy stoupl na 46 645.

#### Středa 15. ledna
Americký prezident J. Biden oficiálně oznámil uzavření dohody o zastavení bojů mezi Izraelem a Hamásem. Příměří by mělo vstoupit v platnost 19. ledna řekl na tiskové konferenci katarský premiér a ministr zahraničí šejk Muhammed bin Abdulrahmán Al Tání.
Izraelští a palestinští představitelé uvedli, že Hamás vyjádřil svůj souhlas s dohodou o propuštění rukojmích a zastavení bojů v Gaze. Tento souhlas je podle zdrojů ústní a prozatím není podložen písemným souhlasem.
Podle palestinské Agentura civilní obrany bylo při izraelských útocích v Dajr al-Balah, v Gaze, v uprchlickém táboře Al-Nusejrat a v táboře Al-Šatí, v Gaze zabito celkem 27 osob, včetně několika dětí. IOS potvrdily, že její síly provedly v noci v Gaze několik útoků a v prohlášení uvedly, že útoky byly zaměřeny na... teroristické operativce. IOS podle prohlášení zasáhla více než 50 cílů v celém Pásmu Gazy.
Palestinské milice ve svém prohlášení sdělily, že provedly dva útoky na izraelské jednotky pomocí minometů a improvizovanéh výbušného zařízení IED v okolí uprchlického tábora Džabalíja v severní části Pásma Gazy.
Podle palestinského ministerstva zdravotnictví počet osob zabitých v Pásmu Gazy stoupl na 46 707.

#### Čtvrtek 16. ledna
Podle palestinských úřadů zabily izraelské nálety v noci na čtvrtek v Pásmu Gazy nejméně 77 lidí.
The Times of Israel zveřejnil plné znění dohody o příměří v Pásmu Gazy.
Podle prohlášení Hamásu izraelský úder, který následoval po oznámení dohody o příměří z 15. ledna, byl zaměřen na místo, kde byla držena ženská rukojmí. O jejich osudu není nic známo.
Podle IOS zasáhly izraelské útoky desítky cílů palestinských militantních skupin. Mezi zabitými je i příslušník palestinské jednotky Nukba Muhammad Hašema Zádí Abú al-Rús, který se podílel na masakru na hudebním festivalu Supernova při palestinském útoku na Izrael 7. října 2023.
Uzavření dohody o příměří uvítala řada světových představitelů, mezi jinými Joe Biden, Donald Trump, generální tajemník OSN Antonio Guterrés, egyptský prezident Abd al-Fattáh as-Sísí, předsedkyně Evropské komise Ursula von der Leyenová či britský premiér Keir Starmer.
Vysoký vůdce Hamásu Chálil al-Hajá ve svém chválil útok ze 7. října 2023 jako velký úspěch a prohlásil, že... naši lidé zmařili deklarované i skryté cíle okupace. Dnes dokazujeme, že okupace nikdy neporazí náš lid a jeho odpor. Dohodu o příměří prohlásil za historický okamžik. Jako... čestnou označil dohodu o příměří Palestinský islámský džihád. Podporu PID pro dohodu přitom Hamás potřebuje, aby se vyhnul potenciálnímu narušení procesu.
Podle palestinského ministerstva zdravotnictví počet osob zabitých v Pásmu Gazy stoupl na 46 788.

#### Pátek 17. ledna
V katarském Dauhá byla vyjednávacími týmy Hamásu a Izraele podepsána dohoda o příměří a ukončení bojů v Pásmu Gazy. Podle vyjednavačů příměří začne platit v neděli ráno 19. října. Premiér Netanjahu chtěl začátek příměří přesunout na pondělí 20. ledna, aby odpůrci mohli podat stížnost k Nejvyššímu soudu. To mohou udělat až v neděli 19. ledna, neboť na sobotu připadá šabat. Podle úředníků Nejvyššího soudu bude případné rozhodnutí soudu vydáno v řádech hodin.
Podle prohlášení IOS provedlo izraelské letectvo během dne údery na 50 cílů palestinských militantních skupin.
Během 1. fáze příměří by podle dohody mělo být propuštěno 33 tzv. humanitárních rukojmí, což by měli být ženy, děti, starší osoby a nemohoucí lidé. Rodiny rukojmích o tom informovala izraelský Vládní koordinační jednotka pro rukojmí a pohřešované osoby. Neví ale, kolik z těchto 33 osob je naživu, i když očekává, že většina je.
Palestinský prezident Mahmúd Abbás ve svém prohlášení řekl, že Palestinská samospráva je připravena převzít plnou odpovědnost za poválečné Pásmo Gazy. Palestinská vláda, na základě pokynů prezidenta Abbáse, dokončila všechny přípravy na převzetí plné odpovědnosti v Gaze, včetně návratu vysídlených osob, poskytování základních služeb, správy přechodů a rekonstrukce válkou zničeného území, uvádí se v prohlášení prezidentského úřadu.
Podle palestinského ministerstva zdravotnictví počet osob zabitých v Pásmu Gazy stoupl na 46 876.

#### Sobota 18. ledna
Izraelská vláda schválila dohodu o příměří s Hamásem, proti hlasovalo 8 ministrů. Den před tím dohodu schválil i izraelský bezpečnostní kabinet. Po hlasování ministerstvo spravedlnosti zveřejnilo seznam 735 palestinských vězňů, kteří mají být propuštěni během první výměny v první fázi dohody o příměří.
Hamás ve svém prohlášení uvedl, že... Izrael nedokázal dosáhnout svých agresivních cílů v Gaze. V prohlášení skupina také uvedla, že mechanismus propuštění izraelských rukojmích, které drží v Gaze, bude záviset na počtu palestinských vězňů, které Izrael osvobodí.
Izraelský ministr národní bezpečnosti Itamar Ben Gvir rezignoval 18. ledna poté, co izraelská vláda schválila dohodu o příměří. Ben Gvir hlasoval proti dohodě o příměří a rukojmími během hlasování izraelského bezpečnostního kabinetu 17. ledna. Ben Gvir prohlásil, že se vrátí na svou pozici, pokud bude válka nakonec obnovena. Gvir také vyzval izraelského ministra financí Becalela Smotriče k rezignaci.
Podle BBC IOS začaly stahovat některé síly z Pásma Gazy a další jednotky přemisťovat do nárazníkové zóny již před vyhlášením příměří. Podle nespecifikovaného vysokého palestinského představitele bude Hamásu povoleno provozovat své policejní síly v Pásmu Gazy v rámci dohody o příměří.
Podle palestinského ministerstva zdravotnictví počet osob zabitých v Pásmu Gazy stoupl na 46 899.

#### Neděle 19. ledna
V 08:30 UTC+02:00 měla vstoupit v platnost dohoda o příměří a zastavení palby. Začátek příměří ale posunut na 11:15 UTC+02:00, neboť Hamás nesplnil jednu z podmínek dohody, totiž sdělit předem jména 3 rukojmí, která budou propuštěna. Podle zdroje z Hamásu bylo zpoždění způsobeno z technických důvodů.
Podle Agentury civilní obrany v Pásmu Gazy byli při izraelských útocích 3 lidé zabiti v severní části Pásma Gazy a 5 v přímo v Gaze. Dalších 25 osob bylo zraněno. K útokům došlo před zahájením příměří.
V podvečer byli prostřednictvím Červeného kříže propuštěna 3 izraelská rukojmí. Rukojmí, 3 ženy, byly následně Červeným křížem předány izraelským vojákům a agentům Šin bet. Izrael následně propustil 90 palestinských vězňů.
Podle palestinských médií se izraelské jednotky začaly stahovat z oblastí v Rafahu v Gaze do prostoru koridoru Filadelfie podél hranice mezi Egyptem a Pásmem Gazy. IOS varovala obyvatele Gazy, aby se nepřibližovali k jejím silám ani nepodnikali žádný pohyb směrem k nárazníkové zóně před tím, než vstoupí v platnost příměří. Další izraelské jednotky se začaly stahovat z Džabalíje a Bajt Hanúnu.
Podle IOS bylo při tajné operaci v nedávné době vráceno zpět do Izraele tělo vojáka Orona Šaula, který byl zabit během operace Ochranné ostří v roce 2014. Jeho tělo následně příslušníci Hamásu unesly do Pásma Gazy. Podle prohlášení vynakládá IOS maximální úsilí, aby získala ostatky dalšího vojáka, Hadara Goldina. Jeho tělo unesli operativci Hamásu ve stejné době, jako Šaulovo.
Podle náčelníka generálního štábu IOS generálporučíka Herci Haleviho bylo během ofenzivy na severu Pásma gazy od října 2024 zabito asi 3 000 palestinských operativců a stovky zajaty. Podle Haleviho... dohody o příměří by nebylo dosaženo, kdyby Hamás nebyl v tak obtížné situaci.
Hamás oficiálně potvrdil smrt jednoho z vysokých představitelů hnutí, Marwána Ísy.
Podle palestinského ministerstva zdravotnictví počet osob zabitých v Pásmu Gazy stoupl na 46 913.

#### Pondělí 20. ledna
Podle palestinských zdravotníků začalo pátrání po tělech mrtvých Palestinců nacházejících se pod sutinami domů. Podle zdravotníků zůstává pod sutinami asi 10 000 těl. Odhaduje se, že 2 840 těl bylo úplně zničeno.
Podle zástupce humanitární organizace OSN během pondělí vstoupilo do Pásma Gazy 600 vozidel s humanitární pomocí, z toho 300 do severní části enklávy. Po 15 měsících neúprosné války jsou humanitární potřeby ohromující, napsal na sociálních sítích Tom Fletcher, náměstek generálního tajemníka OSN pro humanitární záležitosti.
Palestinci, kteří se vracejí do svých domovů v Gaze, byli šokováni rozsahem destrukce a devastace, kterou za sebou zanechal 15 měsíců bojů. Podle OSN obnova Gazy by mohla trvat více než 350 let, pokud zůstane pod izraelskou blokádou. Podle odhadů OSN 69 % staveb v Gaze bylo poškozeno nebo zničeno, včetně více než 245 000 domů. S více než 100 nákladními vozidly pracujícími na plný úvazek by trvalo více než 15 let, než by se jen odklidily trosky.
Podle dohody o příměří bude více než 236 vězňů, kteří budou propuštěni v 1. fázi příměří a kteří si všichni odpykávají doživotní tresty za provádění nebo účast na smrtících útocích proti Izraelcům, trvale vyhoštěno. Tito vězni 236 mjí být deportováni okamžitě po svém propuštění převážně do Kataru nebo Turecka.

#### Úterý 21. ledna
Podle náčelníka generálního štábu IOS generálporučíka Herci Haleviho zlikvidovaly IOS během války více než 20 000 operativců Hamásu a dalších palestinských skupin. Halevi krátce před projevem v televizi rezignoval na svou funkci a přijal plnou spoluzodpovědnost za selhání bezpečnostních složek 7. října 2023. Hlavním posláním IOS je chránit občany země. V tom se nám to nepodařilo. Od té doby si nesu následky toho hrozného dne a ponesu si je s sebou po zbytek života, řekl Halevi a vyzval ke jmenování externího výboru, který by vyšetřil selhání armády.
Palestinská vláda ve svém prohlášení uvedla, že je připravena převzít odpovědnost za provoz Pásma Gazy a Západního břehu Jordánu a je odhodlána spravovat hraniční přechody ve spolupráci s Evropskou unií a Egyptem. Palestinský ministr zahraničí Varsen Aghabekian řekl, že palestinská vláda vítá jakoukoli pomoc při výcviku a vybavení palestinské policie a bezpečnostních sil. Vyzval také k naléhavé humanitární pomoci.
Podle Úřadu OSN pro koordinaci humanitárních záležitostí (OCHA) vjelo do Pásma Gazy v pondělí 20. ledna 915 nákladních automobilů s humanitární pomocí.
Po rezignaci náčelníka GŠ IOS H. Haleviho oznámil dopisem ministrovi obrany I. kacovi svou rezignaci šéf Jižního velitelství IOS generálmajor Jaron Finkelman. V dopise Filkemman napsal, že... 7. října jsem selhal ve své povinnosti chránit západní Negev a jeho milované, hrdinné obyvatele. Toto selhání je ve mně vypáleno na celý život.
Svržením vládní koalice premiéra Benjamina Netanjahua, pokud neobnoví válku v Gaze poté, co za šest týdnů vyprší první fáze dohody o příměří pohrozil Izraelský krajně pravicový ministr financí Becalel Smotrič. Trval jsem na tom, požadoval jsem a dostal jsem jednoznačný závazek od premiéra, ministra obrany a zbytku mých kolegů z kabinetu, že nezastavíme tuto válku ani na okamžik, dokud nedosáhneme jejích plných cílů, řekl Smotrič.
Podle palestinského ministerstva zdravotnictví počet osob zabitých v Pásmu Gazy stoupl na 47 107.

#### Středa 22. ledna
Podle Úřadu OSN pro koordinaci humanitárních záležitostí (OCHA) vjelo do Pásma Gazy během dne 808 kamionů s humanitární pomocí.
Podle palestinské Civilní a pohotovostní služby a zdravotnického personálu bylo od začátku příměří nalezeno v troskách asi 200 těl. Podle Mahmúda Basala, šéfa služby jsou odklízecí práce zpomaleny nedostatkem těžké techniky. Zároveň dodal, že... Izrael zničil několik jejich vozidel a zabil nejméně 100 jejich zaměstnanců.
Podle izraelského prohlášení si Izrael v 1. fázi příměří podrží kontrolu nad hraničním přechodem Rafah mezi Egyptem a Pásmem Gazy. Úřední činnost na přechodu budou provádět prověření palestinští zaměstnanci a přítomni budou i pozorovatelé Evropské unie. Izrael tím popřel zprávy, že by Palestinská samospráva měla přechod kontrolovat.
Podle IOS byl v jižní části Pásma Gazy operativec Palestinského islámského džihádu Akram Zanoun, když se společně s dalšími ozbrojenými militanty přiblížil ke stanovišti izraeských jednotek.

#### Čtvrtek 23. ledna
Podle palestinské Agentury civilní obrany zabil izraelský tank 2 Palestince západně od Rafahu.
Asociace zahraničního tisku v Izraeli (FPA) vyzvala izraelskou vládu, aby zrušila zákaz vstupu žurnalistů do Pásma Gazy. Za 15 měsíců války v Gaze izraelská bezprecedentní omezení vstupu zahraničních novinářů do pásma Gazy vážně bránila nezávislému zpravodajství a okrádala svět o úplný obraz situace v Gaze, píše se v prohlášení FPA.
Podle palestinského ministerstva zdravotnictví počet osob zabitých v Pásmu Gazy stoupl na 47 283.

#### Pátek 24. ledna
Na online mediální kanále Gaza Now se objevilo video, na kterém příslušníci Hamásu popravují 3 muže za údajnou kolaboraci s Izraelem. V pátek 23. ledna podle izraelské veřejnoprávní stanice Kan Hamás popravil 6 Palestinců v Rafahu pro podezření ze špionáže pro Izrael a 17 dalších Palestinců, mezi nimi obchodníci, bylo střeleno do nohou za údajné zvyšování cen.
Muhannad Hadi, humanitární koordinátor OSN pro okupovaná palestinská území v rozhovoru pro Reuters řekl, že nedostatek finančních prostředků může ovlivnit schopnost OSN udržet toky pomoci na cílové úrovni po celou dobu dohody o příměří v Gaze. Podle Hadího... financování je problém. Potřebujeme okamžité financování, abychom se ujistili, že budeme pokračovat v poskytování pomoci po dobu nejbližších 42 dnů, ale také po 42 dnech, protože doufáme, že přejdeme z první fáze příměří do fáze dvě.
Hamás ve svém prohlášení potvrdil smrt vysokých představitelů hnutí Rawhiho Muštaha, de facto premiéra Pásma Gazy, Samehema al-Sirajema, který zastával bezpečnostní portfolio v politbyru Hamásu, a Samima Odehema, šéfa bezpečnosti Hamásu. IOS o jejich smrti informovaly v říjnu 2024 s tím, že byli zabiti při leteckém útoku na tunel v severní Gaze o tři měsíce dříve.

#### Sobota 25. ledna
Podle amerických zpravodajských služeb ztratil Hamás během války 10 000 - 15 000 bojovníků. Zároveň se mu ale během tohoto období podařilo naverbovat stejný počet nových členů. Většina z nich jsou ale mladí muži bez výcviku a je možné je využívat jen k plnění jednoduchých bezpečnostních úkolů. Podle bývalého ministra zahraničí Antony Blinkena... je to recept na trvalé povstání a věčnou válku.
Podle The New York Times budou během 2. fáze příměří na koridoru Necarim, rodělujícím Pásmo Gazy na severní a jižní část rozmístěni kontraktoři 2 amerických a 1 egyptské soukromé bezpečnostní služby. Jejich úkolem bude kontrolovat palestinská vozidla pohybující se přes koridor a zajistí že tudy nebudou přepravovány žádné rakety ani jiné těžké zbraně.
Televizní stanice Al Džazíra odvysílala záběry zabitého vůdce Hamásu J. Sinvára v několika okamžicích války v Pásmu Gazy. Součástí vysílání bylo to, co Al Džazíra označila za Sinvárem podepsaný rozkaz k zahájení útoku Hamásu 7. října 2023 v 6:30 ráno na Izrael.
Podle egyptských médií do Egypta dorazilo 60 vězňů propuštěných v rámci dohody o příměří z izraelských věznic a a po propuštění budou trvale vyhoštěni z palestinských území. Po tranzitu Egyptem si deportovaní vězni vyberou buď Alžírsko, Turecko nebo Tunisko, řekl Amin Šumán, šéf výboru pro záležitosti palestinských vězňů.
Hamás během dne propustil 4 izraelské vojačky. Po představení na náměstí zinscenovaném Hamásem byly předány zástupcům Červeného kříže. Ti je následně předaly zástupcům IOS. Podle izraelské vězeňské služby bylo z izraelských věznic propuštěno 200 palestinských vězňů.

#### Neděle 26. ledna
Izrael ve svém prohlášení uvedl, že Hamás porušil podmínky dohody tím, že neosvobodil civilní rukojmí Arbel Jehudovou před tím, než propustil 4 vojačky osvobozené v sobotu. Kromě toho Hamás neposkytl Izraeli informace o statusu rukojmích, kteří mají být propuštěni v nadcházejících týdnech, což je v také v rozporu s dohodou o příměří a rukojmích v Gaze. V reakci na to Izrael uvedl, že odkládá povolení návratu vysídlených Palestinců do severní části Pásma Gazy. Hamás ve svém prohlášení následně obvinil Izrael z odkládání implementace podmínek příměří.
Prezident Donald Trump uvedl, že nařídil americké armádě, aby uvolnila pozastavenou dodávku dvoutisíciliberních bomb do Izraele. Dodávku nařídil pozastavit bývalý prezident Joe Biden kvůli obavám z dopadu, který by mohly mít na civilní obyvatelstvo, zejména v Rafahu v jižní části Pásma Gazy.
Americký prezident Donald Trump řekl, že by rád viděl, jak Jordánsko, Egypt a další arabské země přijímají více palestinských uprchlíků z Pásma Gazy, nejlépe tolik populace, aby se válkou zničená oblast... prostě vyčistila. Plán prezidenta D. Trumpa následně odmítli jak palestinský prezident M. Abbás s tím, že... palestinský lid neopustí svou zemi a svatá místa, tak i Egypt a Jordánsko. Jordánský ministr zahraničí Ajmán Safadí řekl, že... naše odmítnutí vysídlení Palestinců je pevné a nezmění se. Jordánsko je pro Jordánce a Palestina je pro Palestince. Plán odmítly i Hamás a PID.Izraelský ministr financí Becalel Smotrič naopak uvítal Trumpův návrh jako... vynikající nápad a je připraven vypracovat plán na jeho realizaci.
Podle palestinského ministerstva zdravotnictví počet osob zabitých v Pásmu Gazy stoupl na 47 306.

#### Pondělí 27. ledna
Podle seznamu, který Hamás předal zprostředkovatelům je z 33 k propuštění plánovaných rukojmí stále naživu 25 osob, sdělil představitel skupiny agentuře Reuters. Izrael potvrdil údaje Hamásu, přičemž ale podle mluvčího izraelské vlády... jich 8 bylo zabito Hamásem.
IOS ve svém prohlášení uvedly, že jejich bezpilotní letoun vypálil několik varovných výstřelů na vozidlo, které se v centrální části Pásma Gazy pokusilo projet do severní části Pásma Gazy. Podle palestinských médií došlo k útoku bezpilotního letounu na traktor, který se snažil prorazit bariéru v Nusejratu.
Desítky tisíc Palestinců proudily po hlavních silnicích vedoucích na sever Pásma Gazy poté, co Hamás souhlasil s vydáním tří izraelských rukojmích koncem tohoto týdne a izraelské síly se začaly stahovat z Necarimského koridoru.
Podle nejmenovaného egyptského představitele egyptští a američtí kontraktoři která kontrolují vozidla směřující do severní části Pásma Gazy. Jejich úkolem je zajistit, aby se do severní části Pásma nepřesouvali ozbrojení palestinští militanti.
Podle palestinského ministerstva zdravotnictví počet osob zabitých v Pásmu Gazy stoupl na 47 317.

#### Úterý 28. ledna
Podle Úřadu pro koordinaci humanitárních záležitostí (OCHA) se více než 376 000 válkou vysídlených Palestinců vrátilo do severní části Pásma Gazy.
Izraelská vláda nařídila Agentuře OSN pro palestinské uprchlíky na Blízkém východě (UNRWA), aby opustila svůj areál ve východním Jeruzalémě a ukončila činnost na základě zákona schváleného v roce 2024, který agenturu staví mimo zákon a zakazuje izraelským úřadům být s ní v kontaktu. Izrael agenturu pravidelně obviňuje z protiizraelské zaujatosti a tvrdí také, že mezi její zaměstnance patří členové Hamásu. OSN odmítá obvinění ze zaujatosti a říká, že odbornost UNRWA je nenahraditelná, zejména v Gaze. Vyšetřování OSN zjistilo, že do útoku Hamásu na Izrael 7. října 2023 mohlo být zapojeno devět zaměstnanců UNRWA. Agentura je propustila, ale uvedla, že Izrael neposkytl důkazy o rozsáhlejším zapojení zaměstnanců agentury. UNRWA zaměstnává přibližně 30 000 lidí v regionu a přibližně 13 000 v Pásmu Gazy.
Během incidentu byl v oblasti Necarimského koridoru izraelskými vojáky omylem zabit izraelský kontraktor. Ten byl najat Izraelem jako bagrista na odklízecí práce v prostoru koridoru. IOS podle vlastního vyjádření celý incident vyšetřují.

#### Středa 29. ledna
Hamás ve svém prohlášení obvinil Izrael ze zdržování dodávek humanitární pomoci do Pásma Gazy a ohrožení příměří a dohody o propuštění rukojmích. Podle Hamásu se jedná o položky klíčové pro obnovu Pásma Gazy, jako je palivo, stany, těžké stroje a další vybavení. Izrael toto obvinění odmítl a mluvčí COGAT, orgánu izraelského ministerstva obrany, který dohlíží na občanské záležitosti na palestinských územích, to označil za... totálně falešné zprávy a dodal, že... mezi nedělí a středou vjelo do Gazy 3 000 nákladních aut, dohoda říká, že by to mělo být 4 200 za sedm dní.
Podle prohlášení IOS bylo vypálili izraelští vojáci během dne v Pásmu Gazy několik varovných výstřelů proti osobám, které představovaly hrozbu pro vojáky. V centrální části Pásma Gazy byl proveden útok bezpilotního letounu jako varování poté, co se vozidlo pokusilo jet do severní části Pásma Gazy přes oblast, která je podle dohody o příměří zakázána pro automobilovou dopravu.
V egyptském přístavu Al-Aríš zakotvila turecká loď s humanitární pomocí pro Pásmo Gazy. Je to první dodávka pomoci došlá přes tento přístav od doby, kdy vstoupilo v platnost příměří.

#### Čtvrtek 30. ledna
Hamás během dne propustil celkem 8 rukojmí, z toho 3 Izraelce a 5 Thajců. Podle záběrů v médiích předávání rukojmí Červenému kříži v Chán Júnisu provázel chaos, když rukojmí obklopil dav. Izrael v reakci na záběry na krátkou dobu pozastavil propuštění palestinských vězňů.
Během odpoledne propustil Izrael v rámci dohody o příměří 110 palestinských vězňů, včetně 30 nezletilých.
Hamás oficiálně potvrdil smrt svého vojenského šéfa Muhammeda Dejfa s tím, že... zemřel mučednickou smrtí. IOS Dejfovu smrt oznámily začátkem srpna 2024 s tím, že k jeho zabití došlo o měsíc dříve. Podle IOS byl Dejf zabit spolu s jedním ze svých nejvyšších velitelů, Rafou Salamou.
Podle Úřadu OSN pro palestinské uprchlíky na Blízkém východě (UNRWA) pokračuje tato organizace v poskytování pomoci obyvatelům Pásma Gazy a Západního břehu včetně východního Jeruzaléma. Podle rozhodnutí Izraele mělo k ukončení činnosti dojít během dneška. Izraelský soud ve svém verdiktu ale konstatoval, že... zákon zakazuje činnost UNRWA pouze na svrchovaném území Státu Izrael, a nikoli v oblastech Pásma Gazy a Judeje a Samaří, což je biblické označení pro Západní břeh.
Podle IOS byl před 4 měsíci při útoku bezpilotním prostředkem zabit příslušník Hamásu Muhammad Abú Aséd, který se podílel na útoku proti Izraeli 7. října 2023 a který je známý z virálního videa, ve kterém vláčí za vlasy v Pásmu Gazy krvácející a spoutanou izraelskou vojačku. Likvidaci Aséda IOS tajily s ohledem na bezpečnost dalších rukojmí.

#### Pátek 31. ledna
Americký prezident Donald Trump trvá na tom, aby Egypt a Jordánsko přijaly vysídlené obyvatele Pásma Gazy, přestože obě dvě arabské země odmítly jeho plán na přesun Palestinců z tohoto území. Podle egyptského prezidenta Abd al-Fattáha as-Sísího... vysídlení palestinského lidu z jeho země je nespravedlnost, na které se nemůžeme podílet. Jordánský král Abdalláh II. zdůraznil... pevný postoj své země k potřebě udržet Palestince na jejich půdě.
Osvobozená izraelská rukojmí Emily Damariová prohlásila, že během svého zajetí byla držena v zařízeních UNRWA. Mluvčí UNRWA následně uvedla, že... jsou to velmi vážná obvinění, která musí být vyšetřena. Zároveň uvedla, že... UNRWA opakovaně volala po nezávislém vyšetřování obvinění ze zneužití a nerespektování zařízení OSN palestinskými ozbrojenými skupinami, včetně Hamásu.
Šéfka zahraniční politiky EU Kaja Kallasová oznámila, že Evropská unie obnovila svou civilní misi, která má monitorovat hraniční přechod Rafah mezi Pásmem Gazy a Egyptem. Civilní pohraniční mise EU se dnes na žádost Palestinců a Izraelců rozmístila na hraničním přechodu Rafah. Podpoří palestinský pohraniční personál a umožní přesun jednotlivců z Gazy, včetně těch, kteří potřebují lékařskou péči, napsala na X Kallasová.
Podle týdeníku The Economist probíhají v rámci Hamásu diskuse o další směrování hnutí. Zatímco exilové vedení se kloní spíše k pragmatičtějšímu politickému usmíření s Fatahem, vedení Hamásu v Pásmu Gazy reprezentovaném současným vůdcem Muhammadem Sinvárem, bratrem Jahjá Sinvára se pravděpodobně přikloní k upřednostnění vojenské obnovy. Vojenská obnova se zdá nejpravděpodobnější, neboť M. Sivár vede hnutí od začátku ledna a ignoroval rozhodnutí Hamásu vést tuto skupinu prostřednictvím rady. Sinvár patří mezi nejtvrdší elementy Hamásu a proto se zdá nepravděpodobné, že by pozitivně reagoval na jakékoli rozhodnutí vnějšího vedení Hamásu prosazovat strategii, proti které se sám staví.

## Únor

#### Sobota 1. února – neděle 9. února
Hamás v rámci dohody o příměří propustil 1. února 3 rukojmí. Izrael následně propustil 183 palestinských vězňů.IOS 2. února podle svého prohlášení provedly dronový útok na vozidlo, které se pokusilo projet na sever Pásma Gazy, aniž by prošlo kontrolou na silnici Salah a-Din, což je v rozporu s dohodou o příměří. Izraelský prsmiér B. Netanjahu, který je na návštěvě v USA sdělil, že v pondělí 3. února zahájí jednání o druhé fázi příměří v Gaze při svém setkání s vyslancem amerického prezidenta Donalda Trumpa pro Blízký východ Stevem Witkoffem.
Ve svém prohlášení Hamás 3. února sdělil, že je připraven zahájit rozhovory o podrobnostech druhé fáze probíhajícího příměří v Gaze.4. února dorazilo do Turecka 15 ze 183 palestinských věznů propuštěných Izraelem.Palestinská samospráva (PA) vytvořila 4. února výbor pro správu civilních záležitostí v Pásmu Gazy.Podle palestinských médií byli v Rafahu zabiti izraelskou palbou 4 lidé, podle IOS se přiblížili k pozicím izraelské armády a stali se pro izraelské vojáky hrozbou. Podle amerického ministra zahraničí Marca Rubia chce D. Trump, aby Palestinci opustili Gazu dočasně, dokud nebude území rekonstruováno. Podle náměstka generálního tajemníka OSN pro humanitární záležitosti a koordinátora nouzové pomoci Toma Fletchera vstoupilo od 19. ledna do 6. února do Pásma Gazy více než 10 000 nákladních aut s humanitární pomocí. Podle palestinského ministerstva zdravotnictví k 6. únoru dosáhl počet obětí války s Izraelem 47 583 osob. 8. února propustil Hamás další 3 izraelská rukojmí a Izrael následně propustil 183 palestinských vězňů. Podle prohlášení Hamásu se IOS v souladu s dohodou o příměří stáhl z Necarimského koridoru.

#### Pondělí 10. února – neděle 16. února
Hamás 10. února oznámil, že má v úmyslu odložit další propuštění izraelských rukojmích, plánované na sobotu, v reakci na to, že... Izrael v posledních třech týdnech nesplnil své závazky vyplývající z dohody a IOS brání toku humanitární pomoci do Gazy a zaměřují se na Palestince vracející se na sever Pásma Gazy.Izraelský premiér Benjamin Netanjahu v úterý 11. února řekl, že... pokud Hamás nepropustí izraelské rukojmí do sobotního poledne, příměří v Gaze skončí a izraelská armáda bude pokračovat ve své ofenzivě v palestinské enklávě, dokud nebude tato militantní skupina poražena. Podle prohlášení Hamásu delegace vedená Chálilem al-Hajou, šéfem hnutí Hamás v Pásmu Gazy, dorazila 12. února do Káhiry a setkala se s egyptskými představiteli. Ve čtvrtek 13. února oznámil Hamás, že propustí další 3 izraelská rukojmí podle podmínek dohody o příměří. Podle IOS byla 13. února vypálena směrem na Izrael raketa, která ale následně dopadla na území Pásma. V sobotu 15. února propustil Hamás další 3 izraelská rukojmí,Izrael následně propustil 369 palestinských vězňů.IOS v neděli 16. února oznámily, že dokončily vyšetřování svých selhání během příprav Hamásu na útok ze 7. října 2023 a příští týden začne prezentovat svá zjištění. Izraelské obranné síly uvedly, že v neděli provedly v Pásmu Gazy dva útoky bezpilotními letouny, na skupinu ozbrojenců a vozidlo v blízkosti izraelských vojáků. Podle palestinských médií byli při jednom z těchto útoků zabiti 3 palestinští policisté.

#### Pondělí 17. února – neděle 23. února
Izrael zveřejnil nahrávky, ve kterých níže postavení operativci Hamásu obviňují své vůdce z hromadění humanitární pomoci a z nařizování útoku na manželky bojovníků Hamásu, kteří vůdce kritizovali. Podle prohlášení IOS byl v Libanonu při dronovém útoku 17. února zabit Muhammad Šahína, šéf operačního oddělení Hamásu v Libanonu. Podle některých zdrojů Hamás vyjádřil ochotu předat správu Pásma Gazy Palestinské samosprávě. Podle vysokého představitele Hamásu je palestinská militantní skupina připravena propustit všechny zbývající rukojmí při jediné výměně během druhé fáze příměří v Pásmu Gazy.Dne 20. února předal Hamás Izraeli těla 4 rukojmí. Vysoký komisař OSN pro lidská práva Volker Türk ve svém prohlášení uvedl, že předvádění těl rukojmích Hamásem v Gaze před jejich předáním Izraeli je odporné.Po forenzní analýze vydal Izrael 21. února prohlášení, že jedno z těl rukojmí předaných Hamásem není Širi Bibasová, ale tělo ženy z Gazy.Hamás následně připustil, že mohlo dojít k záměně při promíchání těl po izraelském bombardování a přislíbil vyšetřování. Na základě výsledků forenzního vyšetřování IOS prohlásily, že děti Ariel a Kfir Bibasovi byli zabiti... chladnokrevně a holýma rukama.V sobotu 22. února Izrael potvrdil, že další tělo předané Hamásem patří rukojmí Širi Bibasové.Během soboty 22. února propustil 6 izraelských rukojmí.V neděli 23. února Izrael uvedl, že odkládá propuštění 602 palestinských vězňů, kteří měli být propuštěni v sobotu, dokud Izrael neobdrží záruky ohledně ukončení ponižujících obřadů pořádaných Hamásem při předávání rukojmích.

#### Pondělí 24. února – pátek 28. února
Podle prohlášení Hamásu a Izraele z úterý 25. února obě strany dosáhly dohody o výměně těl mrtvých rukojmích za propuštění stovek palestinských vězňů, přičemž příměří bude pokračovat. Hamás uvedl, že zvažuje předání dalších 2 těl rukojmí za propuštění 602 palestinských vězňů s tím, že těla by byla předána přes Egypt. Ve středu 26. února byla v Izraeli pohřbena těla Širi Bibasové a jejích dvou synů Ariela a Kfira. IOS uvedly, že během dne byl z Pásma Gazy vypálen na Izrael projektil, který ale dopadl na území Pásma Gazy. Předáním 4 těl izraelských rukojmí 27. února Hamásem byla dokončena 1. fáze příměří, během které bylo propuštěno 30 živých rukojmí a předáno 8 těl.Izrael během dne propustil 596 palestinských vězňů.Podle The Wall Street Journal Hamás zahájil rekonstrukci tunelového systému v Pásmu Gazy, zpracovávání nevybuchlé munice na IED a likvidaci izraelských sledovacích zařízení. Zároveň také jmenoval nové velitele jednotek. Podle prohlášení šéfa Světové zdravotnické organizace (WHO) bylo v Pásmu Gazy dosud proti dětské obrně očkováno 600 tisíc dětí, což je 95% všech dětí v Pásmu Gazy.

## Březen

#### Sobota 1. března – neděle 9. března
Hamás ve svém prohlášení 1. března uvedl, že je připraven pokračovat ve zbývajících fázích dohody o příměří a propuštění rukojmích. Podle palestinského ministerstva zdravotnictví byli 2. března při izraelském útoku 4 lidé byli zabiti a 6 dalších zraněno, podle IOS byl útok zaměřen na militanty umisťující výbušné zařízení.Izrel zastavil 2. března přísun humanitární pomoci do Pásma Gazy jako reakci na neochotu Hamásu přijmout návrh na prodloužení končící počáteční fáze dohody o příměří a propuštění rukojmích.V Rafahu zastřelili izraelští vojáci 3. března 2 Palestince, kteří se podle vyjádření IOS přiblížili k izraelským pozicím a představovali hrozbu pro izraelské vojáky. IOS podle vlastního prohlášení provedly během noci ze 7. na 8. března dronový útok na skupinu militantů umisťující ve čtvrti Šejája v Gaze nástražnou výbušninu. Podle palestinských zdravotníků při útoku zemřely 2 osoby. Izrael 9. března oznámil, že přerušil veškeré dodávky elektrické energie do Pásma Gazy.IOS v prohlášení uvedly, že 9. března při leteckém útoku zasáhly v severní části Pásma Gazy palestinské militanty umisťující nástražné výbušné zařízení.

#### Pondělí 10. března – neděle 16. března
Izrael 10. března odpojil od elektrické sítě celé Pásmo Gazy. Podle amerického ministra zahraničí Marca Rubia byla schůzka Trumpova vyslance Adama Boehlera s představiteli Hamásu o propuštění rukojmích... jednorázovou záležitostí. Podle palestinské civilní pohotovostní služby byli při izraelské dronovém útoku v Pásmu Gazy 11. března zabiti 4 lidé. Podle IOS se jednalo o podezřele se chovající militanty. Mezinárodní organizace Lékaři bez hranic (MSF) kritizovala izraelské rozhodnutí zastavit přísun humanitární pomoci a odpojit Pásmo Gazy od elektrické energie s tím, že... izraelské úřady opět normalizují využívání pomoci jako nástroje vyjednávání. Experti OSN obvinili 13. března Izrael z toho, že stále více používá sexuální a genderově podmíněné násilí proti Palestincům a provádí... genocidní činy prostřednictvím systematického ničení mateřských a reprodukčních zdravotnických zařízení. Podle palestinského ministerstva zdravotnictví bylo při izraelském náletu na město 15. března Bajt Lahíja v Pásmu Gazy zabito 9 osob, včetně 2 novinářů. Další zabité osoby byly podle nadace Al Chair Foundation humanitární pracovníci. Podle IOS zasažené osoby provozovaly dron a byly hrozbou pro izraelské vojáky. Podle palestinských zdravotníků byli 16. března při izraelských útocích v centrální části Pásma Gazy a v Rafahu zabiti další 2 lidé. Podle IOS se jednalo o militanty. Podle prohlášení IOS byli při útoku v Bajt Lahíja zabiti operativci Hamásu a PID, z nichž 2 operovali pod novinářským krytím a připravovali dronový útok proti izraelským vojákům.

#### Pondělí 17. března – neděle 23. března
Podle palestinských zdravotníků zabil izraelský letecký útok v pondělí 17. března v Pásmu Gazy 3 palestinské muže, v Rafahu byli při dalším leteckém útoku zraněni 3 lidé. Po dvouměsíčním příměří Izrael 18. března obnovil útoky na teroristické cíle v Pásmu Gazy patřící Hamásu. V operaci nazvané Síla a meč podnikly Izraelské obranné síly letecké útoky na Chán Júnis, Gazu a Dajr al-Baláh. Podle úřadu izraelské vlády mezi cíle operace patří... propuštění všech našich rukojmí, živých a zesnulých.Podle Izzáta al-Rišqa, představitele Hamásu... Netanjahuovo rozhodnutí obnovit válku je rozhodnutím obětovat zajatce okupace a uvalit na ně trest smrti. Při útocích byli zabiti šéf palestinské vlády v Pásmu Gazy Isám Dális, Abú Watfa, který stál v čele policie a vnitřních bezpečnostních služeb Hamásu v Pásmu Gazy a další vysocí představitelé vlády Hamásu. Zabiti byli také mluvčí Palestinského islámského džihádu Abú Hamza a další vysoce postavený člen PID Hassan al-Nám Abú Alí. Podle palestinského ministerstva zdravotnictví bylo pří útocích zabito 404 osob. Ve středu 19. března zaútočily IOS na základnu Hamásu v severní Gaze, kde, podle prohlášení IOS zaznamenaly přípravy ke střelbě na izraelské území, při dalších izraelských útocích bylo, podle palestinských zdravotníků zabito celkem 5 osob. IOS navíc během dne obnovily kontrolu nad Necarimským koridorem přetínající Pásmo Gazy. Během 20. března byly z jižní části Pásma Gazy odpáleny 3 rakety proti Izraeli, přičemž 1 byla zničena ve vzduchu a 2 dopadly do neobydlených oblastí. K raketovému útoku se přihlásil Hamás. Podle prohlášení generálního komisaře UNRWA Philippe Lazzariniho bylo v posledních několika dnech bylo zabito 5 zaměstnanců této agentury OSN. Během pátku 21. března IOS podle vlastního prohlášení zachytily 2 projektily vypálené z pásma Gazy na Aškelon. Hamás podle vlastního prohlášení dále přezkoumává návrh zvláštního amerického vyslance na Blízkém východě Steva Witkoffa na prodloužení první fáze příměří. IOS vyhodila opuštěnou Nemocnici turecko-palestinského přátelství v centrální části Pásma Gazy, kterou Hamás používal jako velitelské a řídící centrum. Hnutí Fatah v sobotu 22. března vyzvalo Hamás, aby se vzdal moci a zajistil tak existenci Palestinců v Pásmu Gazy.Podle IOS byl při leteckém útoku v jižní části Pásma Gazy zabit Saláh al-Bardawíl, člen politického křídla Hamásu. Podle palestinského ministerstva zdravotnictví bylo v Pásmu Gazy dosud zabito 50 021 osob.

#### Pondělí 24. března – pondělí 31. března
Během desítek izraelských náletů bylo 24. března zničeno více než 100 pick-upů použitých Hamásem k útoku na Izrael 7. října 2023, přepravě zbraní či při propagandistických ceremoniích při propouštění rukojmích. K dvěma salvám raket vypáleným na Izrael z Pásma Gazy 24. března se přihlásil Palestinský islámský džihád. IOS 25. března vyzvaly obyvatele Džabalíje, Bejt Lahíja, Bejt Hanún a čtvrti Šejája v Gaze, aby se evakuovali, protože z této oblasti byla na Izrael vedena raketová palba. Rozkazy k evakuaci byly vydány také pro oblasti Chán Júnisu a Rafahu na jihu Pásma Gazy. Pokud bude Hamás nadále odmítat propustit zbývající rukojmí, Izrael zabere další území v Gaze a bude bojovat, dokud nebude Hamás vyhlazen, řekl izraelský ministr obrany Israel Kac. Podle IOS byly 26. března vypáleny na Izrael z Pásma Gazy 2 rakety, které nezpůsobily žádné škody, k raketové palbě se přihlásil PID. Izraelské letectvo následně zaútočilo na místa odpalů raket. Hamás 26. března varoval, že rukojmí mohou být zabita, pokud se je Izrael pokusí získat silou a letecké údery v Pásmu Gazy budou pokračovat. Podle palestinských zdravotníků zahynulo při dvou izraelských náletech nejméně 9 osob. Podle médií napojených na Hamás byl v Pásmu Gazy při izraelském náletu 27. března zabit mluvčí Hamásu Abdel-Latíf Al-Qanoua. Podle palestinského ministerstva zdravotnictví bylo v Pásmu Gazy k 27. březnu zabito 50 208 osob. Hamás ve své první reakci na probíhající protesty v Pásmu Gazy uvedl, že jsou protiizraelské a protiválečné a popřel, že by byly zaměřeny i proti jeho vládě v Pásmu. Podle listu Asharq Al-Awsat Hamás již popravil několik osob z řad Palestinců, které vinil z poskytování informací Izraeli. Izrael i díky těmto informacím dokázal v krátké době zlikvidovat řadu vysokých velitelů a důležitých osob z řad Hamásu. IOS 29. března přiznaly vedení palby na sanitky, ke které došlo 23. března v Rafahu a při které byl zabit nejméně 1 člověk. IOS podle vlastního vyjádření vyhodnotily jejich pohyb jako podezřelý. Podle palestinských zdravotníků nejméně 16 lidí, včetně 9 dětí a 3 žen, bylo v neděli 30. března zabito při izraelských náletech v Chán Júnisu. Izraelská vláda 30. března hlasovala pro zvýšení vojenského tlaku na Hamás, jako o jediném způsobu, jak dosáhnout dohody o osvobození rukojmích držených v Pásmu Gazy. Izraelský premiér B. Netanjahu nabídl vůdcům Hamásu možnost opuštění Pásma Gazy s tím, že se Hamás vzdá svých zbraní. Hamás ve svém prohlášení uvedl, že přijal nový návrh na příměří v Gaze od vyjednavačů Egypta a Kataru, ale Izrael předložil protinávrh v koordinaci se Spojenými státy. Podle prohlášení Mezinárodního výboru Červeného kříže byla nalezena těla 8 zdravotníků palestinského Červeného půlměsíce, kteří se 23. března dostali pod palbu, přičemž neurčil, kdo palbu vedl. Podle palestinského Červeného půlměsíce byla zároveň nalezena těla 6 příslušníků civilní obrany a jednoho zaměstnance OSN. IOS vydaly 31. března rozkaz evakuaci pro Palestince v celé oblasti Rafah. Podle palestinského ministerstva zdravotnictví bylo v Pásmu Gazy do 31. března zabito 50 357 osob. Při operaci v severní a střední Gaze ženisté 252. divize IOS objevili a zničili kilometr dlouhý tunel. Podle armádních představitelů bylo po skončení příměří a obnovení ofenzívy zabito v Gaze 50 teroristů Hamásu.

## Duben

#### Úterý 1. dubna - neděle 6. dubna
Podle zprávy UNICEF si obnovená izraelská ofenzíva v Pásmu Gazy údajně za posledních 10 dní vyžádala nejméně 322 mrtvých dětí, 609 jich bylo zraněn. V Pásmu Gazy proběhl pohřeb 15 zdravotníků a záchranářů zabitých izraelskými jednotkami v jižní části Pásma Gazy.IOS vydaly 1. dubna příkaz k evakuaci civilistů z oblastí v severní části Pásma Gaze krátce poté, co byla z této oblasti vypálena raketa na Sderot. Izraelský premiér Benjamin Netanjahu 2. dubna oznámil, že IOS začaly v Pásmu Gazy vytvářet nový bezpečnostní koridor nazvaný Morag a vedoucí mezi Rafahem a Chán Júnisem. Podle palestinské Agentury civilní obrany izraelské letecké údery v Chán Júnisu a Nusejratu zabily 2. dubna nejméně 15 lidí, včetně dětí. Izraelský ministr obrany Israel Kac ve středu ráno oznámil, že IOS rozšiřuje operace v jižní části Pásma Gazy s cílem vyčistit oblasti od Hamásu a jeho infrastruktury a obsadit rozsáhlá území, která budou přidána k bezpečnostním oblastem Státu Izrael. Podle nejmenovaného představitele Hamásu se toto hnutí nebude zabývat izraelským návrhem na příměří, který Izrael předložil jako protinávrh k návrhu egyptských a katarských vyjednavačů. Izraelské jednotky během 3. dubna začaly obsazovat některé části Rafahu, který vyhlásily za bezpečnostní zónu a odkud prchají tisíce civilistů. IOS 3. dubna uvedly, že vyšetřují incident z 23. března 2025, při kterém izraelští vojáci zahájili palbu na sanitky. OSN oznámila, že při útoku bylo zabito 15 zdravotníků a humanitárních pracovníků, IOS ve svém prohlášení uvedly, že se zaměřily na teroristy. IOS 4. dubna uvedly, že zabily Hassana Farháta, velitele Hamásu v oblasti Sidon v jižním Libanonu. Podle palestinské Agentury civilní obrany zahynulo při izraelských útocích v Chán Júnisu a dalších oblastech 4. dubna nejméně 30 osob. Podle IOS a Šin bet byl v Gaze při leteckém útoku zabit operativec Muhammad Hassan Muhammad Awad, vysoce postavený člen Brigád mudžahedínů, který dohlížel 7. října 2023 při útoku na kibuc Nir Oz na únos Širi Bibasové a jejích dvou malých synů, Ariela a Kfira a pravděpodobně byl také zapojen do jejich vraždy. IOS v sobotu 5. dubna dokončily obsazení nověvzniklého koridoru Morag a znovu obsadily Filadelfský koridor. New York Times zveřejnily video dokazující, že palestinské sanitky a hasičské auto byly jasně označeny a měly zapnutá nouzová světla, když na ně příslušníci IOS zahájili palbu v jižní Gaze 23. března, což je v rozporu s verzí izraelské armády. Podle palestinských zdravotníků zabily izraelské údery v Chán Júnisu a v uprchlickém táboře Džabalíja v noci z 5. na 6. dubna nejméně 24 osob. Podle IOS bylo na jižní Izrael vypáleno z Pásma Gazy 10 raket na Aškelon a Ašhod, přičemž 5 se jich podařilo sestřelit. Podle izraelských zdravotníků byl v Aškelonu 1 člověk zraněn. IOS následně provedly dronový útok na místo odpalu v Dajr al-Baláh. IOS přiznaly, že izraelští vojáci udělali chybu, když zahájili palbu na konvoj sanitek Palestinského červeného půlměsíce (PRCS), automobil OSN a hasičský vůz civilní obrany 23. března poblíž Rafahu, při kterém bylo 15 záchranářů zabito. IOS trvají na tom, že nejméně 6 zdravotníků bylo napojeno na Hamás, ale dosud neposkytly žádné důkazy.

#### Pondělí 7. dubna - neděle 13. dubna
Podle palestinské Agentury civilní obrany bylo při izraelských útocích v Dajr al-Baláh, Chán Júnisu a Gaze 7. dubna zabito nejméně 12 osob. Podle IOS byl při jednom z těchto útoků zraněn Hassan Eslaiah, bývalý korespondent agentury AP, který doprovázel palestinské komando při útoku na Nir Oz 7. října 2023, a kterého Izrael viní z příslušnosti k Hamásu. Podle palestinských zdravotníků bylo při izraelských leteckých útocích v Dajr al-Baláh, Bajt Lahíja a Gaze v úterý 8. dubna zabito nejméně 25 osob. Ve středu 9. dubna bylo podle palestinských zdravotníků zabito při izraelských útocích v Gaze a na dalších místech Pásma Gazy nejméně 38 osob. Podle IOS izraelské jednotky plně ovládly tzv. koridor Morag nacházející se mezi palestinskými městy Rafah a Chán Júnis a rozšířily nárazníkovou zónu podél hranice s Pásmem Gazy. Od obnovení ofenzivy provedly IOS více než 1 000 náletů na cíle Hamásu, zlikvidovaly více než 40 vysokých představitelů a velitelů na střední úrovni a lokalizovaly několik nových tunelů, přičemž ale prakticky došlo k zastavení pozemních bojů. Podle IOS byl při náletu v Gaze zabit Hajthám Razek Abd al-Karim Šejk Chalil, velitel praporu Hamásu Šejája a velitel komanda, které zaútočilo 7. října 2023 na izraelský kibuc Nachal Oz. Po řadě zabitých vysokých představitelů Hamásu během krátkého období ukončil Hamás praxi zveřejňování jmen nově jmenovaných velitelů svých jednotek a začal je utajovat a to i před řadovými členy Hamásu. Podle prohlášení IOS ze čtvrtka 10. dubna bylo kromě Hajtháma Razeka Abd al-Karima Šejka Chalila nedávno zabito dalších 12 příslušníků Hamásu, kteří se 7. října 2023 účastnili útoku na kibuc Nachal Oz. Podle IOS byl při přestřelce s příslušníky Hamásu v jižní části Pásma Gazy 11. dubna 1 důstojník IOS zraněn těžce, 1 voják IOS lehce a zabiti 3 příslušníci Hamásu. Podle vyjádření Úřadu OSN pro lidská práva zveřejněném 11. dubna bylo analýzou Úřadu zjištěno, že během 36 nedávných izraelských útoků v Gaze byly zabity pouze ženy a děti. K peklu na zemi přirovnala situaci v Pásmu Gazy Mirjana Spoljaric, předsedkyně Mezinárodního výboru Červeného kříže a dodala, že polní nemocnici provozované ČK dojdou zásoby do dvou týdnů. V sobotu 12. dubna vydaly IOS příkaz k evakuaci pro obyvatele Chán Júnis a okolních oblastí, odkud byl nedávno raketami ostřelován Izrael. Izrael 12. dubna oznámil, že dokončil výstavbu nového bezpečnostního koridoru, který odřízne Rafah od zbytku Gazy a IOS rozšíří svou přítomnost na většinu uzemí v oblasti Rafahu.Podle IOS byla 12. dubna večer na Izrael vypálena z Pásma Gazy raketa. Ta byla následně zničena ve vzduchu. Podle palestinských zdravotníků bylo při izraelském útoku na nemocnici al Alí v Gaze 13. dubna zraněno 10 osob. Podle IOS byl útok veden na velitelské centrum Hamásu umístěné v prostorách nemocnice al Alí a civilisté byli před útokem varováni. Podle pozdějšího oznámení Světové zdravotnické organizace (WHO) bylo při izraelském útoku zabito 1 dítě.

#### Pondělí 14. dubna - neděle 20. dubna
Hamás 14. dubna ve svém prohlášení uvedl, že vysílá delegaci do Kataru, aby pokračovala v nepřímých rozhovorech o příměří s Izraelem. Podle prohlášení Hamás obdržel nabídku Izraele na 45denní příměří výměnou za propuštění poloviny rukojmí a odzbrojení Hamásu. To však Hamás podle prohlášení odmítl. Naprotií tomu je Hamás připraven propustit všechna izraelská rukojmí výměnou za seriózní dohodu o výměně vězňů, ukončení války, stažení izraelských sil z Pásma Gazy a vstup humanitární pomoci Pásma. Izraelský nálet 15. dubna na kuvajtskou polní nemocnici v oblasti Muwasí v Pásmu Gazy zranil podle mluvčího nemocnice 10 osob. Podle The Times of Israel izraelské jednotky v Rafahu zachánily tříletého psa Kavalír King Charles jménem Billy uneseného v 7. října 2023 z kibucu Nir Oz. Podle tvrzení palestinské Agentury civilní obrany bylo 16. dubna při ranním leteckém útoku v Gaze zabito 10 lidí. IOS a Šin bet ve společném prohlášení uvedly, že při útoku v Gaze byl zabit Mahmúd Ibrahim Hassan Abú Hisirah, který se v roce 2014 podílel na útoku na stanoviště IOS poblíž Nahal Oz. Podle izraelského ministra obrany I. Kace izraelské jednotky zůstanou v nárazníkových zónách, které vytvořily v Gaze i po jakémkoliv urovnání, které by ukončilo válku. Podle prohlášení IOS ze 17. dubna izraelské jednotky zabily v Chán Júnisu Jahjá Fathího Abd al-Qadera Abú Šára, velitele jednotky hamásu pro pašování zbraní a Mazena Ibrahíma Mahfúze Faraha, jednoho z velitelů PID. Při útoku v oblasti koridoru Morag, mezi Rafahem a Chán Júnisem, zničily izraelské jednotky výcvikový tábor Hamásu. Podle palestinské Agentury civilní obrany bylo ve čtvrtek 17. dubna při izraelských útocích zabito v al Mawásí, Bajt Lahíja a Džabalíji nejméně 40 osob. Podle palestinských zdravotníků izraelské nálety během 18. dubna v Chán Júnisu a Džabalíji zabily nejméně 25 lidí. Mohammed Sakar, jeden z lékařů v Násirově nemocnici v Chán Júnisu zveřejnil na svém účtu na facebookovém účtu informaci, že čelil pokusům palestinských militantů infiltrovat tuto nemocnici. Během 19. dubna bylo podle palestinských zdravotníků při izraelských útocích v Chán Júnisu a Rafahu zabito nejméně 19 osob. Skupina příslušníků Hamásu, která se infiltrovala do nárazníkové zóny IOS, kde zaútočila na neobrněné vozidlo IOS a 3 osoby zranila. Při následném výbuchu umístěné nálože zahynul izraelský voják a další byl zraněn. Útočníkům se následně podařilo uprchnout. IOS 20. dubna přiznaly, že útok izraelských vojáků na konvoj sanitek, automobil OSN a hasičský vůz, ke kterému došlo 23. března a při kterém zahynulo 15 zdravotníků byl... profesionálním selháním, operačním nedorozuměním a porušení rozkazů ze strany izraelských vojáků. Asi 30 tisíc nových rekrutů podle listu Al Arabiya naverboval Hamás v blíže neurčeném časovém horizontu. Podle palestinské Agentura civilní obrany zahynulo během 20. dubna při izraelských útocích v Pásmu Gazy nejméně 25 osob. Podle palestinského ministerstva zdravotnictví počet obětí války dosáhl 51 201 osob.

#### Pondělí 21. dubna - středa 30. dubna
Podle prohlášení izraelského ministra financí Bezalela Smotriče z 21. dubna... přivedení rukojmích zpět z Gazy není nejdůležitějším cílem vlády. Podle prohlášení palestinského Červeného půlměsíce nejsou opatření izraelské armády, která pokárala jednoho důstojníka a druhého propustila z funkce za smrt 15 zdravotníků a záchranářů dostatečná, ČP zároveň vyzval k serióznímu vyšetřování. Podle palestinského ministerstva zdravotnictví očkovací kampaň proti obrně podporovaná OSN, která měla být zaměřena na více než 600 000 dětí, byla z důvodu izraelské blokády pozastavena. Podle prohlášení IOS bylo při leteckém útoku zničeno asi 40 kusů těžké stavební techniky, které byly podle IOS použity k proražení bariéry 7. října 2023 a použity byly i ke kladení náloží či budování tunelů. Podle palestinských záchranářů zahynulo během 22. dubna při izraelských náletech v Chán Júnisu, Džabalíji a Rafahu 25 osob. Prezident Palestinské samosprávy Mahmúd Abbás ve svém projevu vyzval Hamás k propuštění rukojmích, aby se odstranila záminka Izraele pokračovat ve válce v Pásmu Gazy. Podle palestinského ministerstva zdravotnictví zahynulo k 23. dubnu v Pásmu Gazy 51 266 osob. Podle palestinské Agentury civilní obrany bylo 23. dubna v Pásmu Gazy zabito při izraelských náletech 17 osob. Náčelník generálního štábu IOS Eyal Zamir pohrozil, že izraelská armáda rozšíří ofenzívu v Pásmu Gazy, pokud nebudou propuštěni rukojmí zajatí během útoku Hamásu na Izrael 7. října 2023. IOS ve svém prohlášení 24. dubny přiznaly, že 19. března omylem bulharského zaměstnance Úřadu OSN pro projektové služby (UNOPS) v Dajr al-Baláhu, když izraelští vojáci budovu OSN omylem vyhodnotili jako budovu, ve které se nacházejí nepřátelské osoby. 1 izraelský voják byl zabit a 3 zraněni při útoku palestinských ozbrojenců 24. dubna v severní části Pásma Gazy. Podle palestinské Agentury civilní obrany bylo při izraelském leteckém útoku v Džabalíji zabito 23 osob. Izraelský voják a izraelský policista byli zabiti 25. dubna při přestřelce s palestinskými ozbrojenci ve čtvrti Šejája v Gaze. Počet obětí Izraele při pozemní ofenzívě stoupl na 414. Hamás ve svém prohlášení 26. dubna uvedl, že je ochoten k dohodě o ukončení války, která by zahrnovala jednorázové propuštění všech zbývajících rukojmích a pětileté zastavení nepřátelských akcí.IOS vydaly příkaz k evakuaci civilistů ze čtvrti Zajtún v Gaze. Podle palestinského ministerstva zdravotnictví počet zabitých v Pásmu Gazy dosáhl 52 243 osob. Podle palestinské Agentury civilní obrany izraelské údery zabily v Gaze, Chán Júnisu a v uprchlickém táboře Bureij během 27. dubna nejméně 8 lidí. Nejmenovaný izraelský představitel v pondělí 28. dubna řekl, že neexistuje žádná šance, že by Izrael přijal návrh na pětileté příměří výměnanou za propuštění všech rukojmí, jak to navrhuje Hamás. Podle obyvatel Rafahu se IOS snaží srovnat se zemí zbývající objekty v tomto městě. IOS zároveň v okolí města zřizuje nové humanitární zóny, kam se snaží přesunout civilisty a oddělit je od příslušníků Hamásu. Podle prohlášení IOS byli v nedávné době při leteckých útocích zabiti Alí Naddal Husní Sarfíti, člen Lidové fronty pro osvobození Palestiny, Sajíd Abú Hasnan, člena sil Nukhba Hamásu v praporu Dajr al-Baláh, který velel infiltraci v Kissufimu 7. října 2023 a Mustafa al-Mutawwak, šéf operací praporu Džabalíja v HamásuAmnesty International 29. dubna obvinila ve své výroční zprávě Izrael z jednání se... specifickým záměrem zničit Palestince v Gaze, a tím spáchat genocidu. Izrael propustil palestinského zdravotníka, který byl zajat izraelskými vojáky 23. března po útoku IOS na konvoj záchranných vozidel v Gaze. Podle palestinských zdravotníků bylo při izraelských útocích 30. dubna v uprchlickém táboře Nuserat zabito nejméně 12 osob.

## Květen

#### Čtvrtek 1. května - neděle 4. května
Podle prohlášení palestinské Agentury civilní obrany z 1. května izraelské bombardování v Chán Júnisu, Gaze a v Dajr al-Baláhu zabilo nejméně 29 lidí. Počet obětí tak podle palestinského ministerstva zdravotnictví stoupl na 52 418. Podle izraelského premiéra b. Netanjahua je přivedení rukojmí zpět domů důležitým cílem, ale... nejvyšším cílem je vítězství nad našimi nepřáteli, a toho dosáhneme.Světový potravinový program OSN a UNRWA, agentura OSN pro palestinské uprchlíky, nedávno uvedly, že vyčerpaly všechny své zásoby potravinové pomoci. Izraelské obranné síly ve svém prohlášení uvedly, že považují návrat 59 rukojmích, které stále zadržuje Hamás v Pásmu Gazy, za nejdůležitější cíl války, což je v rozporu s postojem premiéra Benjamina Netanjahua. Podle palestinské Agentury civilní obrany Gazy izraelské údery 2. května zabily nejméně 20 lidí, čímž počet obětí v Pásmu Gazy stoupl na 52 418. Prezident Palestinské samosprávy Mahmúd Abbás ve svém prohlášení odsoudil Izrael za jeho vojenskou ofenzívu v Pásmu Gazy a také Hamás za rabování humanitární pomoci, přičemž prohlásil, že rabující gangy jsou přímo napojené na Hamás.Podle palestinské Agentury civilní obrany noční izraelský útok na uprchlický tábor Chán Júnis 3. května zabil nejméně 11 lidí. Podle prohlášení IOS byli 3. května 2 izraelští vojáci zabiti a 2 zraněni při explozi v tunelové šachtě v Rafahu. Počet padlých příslušníků IOS tak stoupl na 416. Podle izraelských médií IOS vydaly povolávací rozkazy pro několik desítek tisíc izraelských záložníků před plánovaným rozšířením ofenzívy v Pásmu Gazy.

#### Pondělí 5. května - neděle 11. května
Podle prohlášení izraelského premiéra B. Netanjahua z 5. května se IOS připravují na rozšířenou ofenzívu proti Hamásu poté co izraelská vláda schválila plány, které mohou zahrnovat obsazení celého Pásma Gazy a kontrolu humanitární pomoci. Podle IOS byla při leteckém útoku v Chán Júnisu zničena pozice pro odpalování raket patřící Hamásu. Vysoký představitel Hamásu ve svém prohlášení z 6. května odmítl pokračování rozhovorů o příměří s tím, že... nemají smysl, dokud bude pokračovat vyhlazovací válka v Pásmu Gazy, kterou vede Izrael. Humanitární agentura OSN OCHA obvinila Izrael, že se pokouší využít jako zbraň přísun humanitární pomoci do Pásma Gazy a kategoricky odmítla izraelský návrh, aby humanitární organizace dodávaly zásoby přes izraelské uzly za podmínek stanovených izraelskou armádou, neboť... pomoc musí být poskytována na základě potřeb a ničeho jiného.Během izraelských letecký útoků během 6. května zahynulo celkem 48 osob, z toho 33 jich zahynulo při bombardování uprchlického tábora v Al Bureiji. Podle IOS byl útok veden na velitelské a kontrolní středisko Hamásu, přičemž někteří z přeživších obvinili příslušníky Hamásu, že se ukrývali mezi civilisty. Vysoký komisař OSN pro lidská práva Volker Türk ve svém prohlášení 7. května uvedl, že... izraelské plány na rozšíření ofenzívy v Gaze mají za cíl vytvořit podmínky ohrožující další existenci Palestinců na tomto území. Podle průzkumu veřejného mínění, které provedl Palestinian Center for Policy and Survey Research (PCPSR) sídlící v Ramalláhu 1.-4. května by téměř polovina obyvatel Pásma Gazy byla ochotna požádat Izrael o pomoc při odchodu do jiných zemí, většina dotázaných si myslí, že válka skončí patem. 58% si myslí, že rozhodnutí Hamásu zaútočit na Izrael bylo špatné a 87% popírá, že by... Hamás spáchal zvěrstva viděná na videích zveřejněných mezinárodními médii.  Podle prohlášení Hamásu z 8. května se jeho příslušníci účastní těžkých bojů s izraelskými vojáky poblíž Rafahu. To by mohlo znamenat, že Hamás je v této oblasti stále aktivní.IOS ve svém prohlášení 9. května uvedly, že díky informacím od zajatých operativců Hamásu byl v Rafahu nalezen a následně zničen 1 km dlouhý tunel s infrastrukturou Hamásu. IOS ve svém prohlášení uvedly, že během bojů byli v Rafahu zabiti 2 izraelští vojáci. Dalších 6 jich bylo zraněno. Počet padlých izraelských vojáků tak stoupl na 418.Mezinárodní humanitární organizace včetně UNICEF odmítly izraelský plán na na kontrolu distribuce humanitární pomoci v Pásmu Gazy. Tento plán podporovaný USA podle humanitárních organizací... jen zvýší utrpení na zdevastovaném palestinském území.IOS ve svém prohlášení 10. května uvedly, že boje v Rafahu se soustředily do jedné čtvrti a v bojích zabily nejméně 23 operativců Hamásu. Podle palestinských zdravotníků bylo při izraelských náletech v Gaze zabito nejméně 23 osob. IOS podle vlastního prohlášení zasáhly během 11. května na 50 cílů patřících Hamásu. Podle palestinské civilní obrany zahynulo při izraelském útoku v jižní části Chán Júnisu 8 osob.

#### Pondělí 12. května - neděle 18. května
V pondělí 12. května byl Hamásem propuštěn izraelsko-americký rukojmí Edan Alexander. IOS během dne zastavily boje z důvodu Alexanderovi bezpečnosti, ale odmítly tvrzení o delším příměří. Podle palestinských médií izraelské letectvo během dne znovu obnovilo svou činnost. Podle palestinské Agentury civilní obrany bylo při izraelském náletu v Džabalíji 12. května zabito nejméně 10 osob. Podle Hamásu byl izraelsko-americký rukojmí propuštěn jako... gesto dobré vůle vůči Trumpově administrativě, které by mohlo položit základy pro nové příměří s Izraelem.Lékařská charitativní organizace Medecins du Monde obvinila Izrael z... používání hladu jako zbraně. Podle zdrojů z izraelského ministerstva obrany byl cílem nedávného izraelského útoku na Evropskou nemocnici v Gaze vůdce Hamásu Muhammad Sinvár. Podle palestinských médií při útoku zahynuli 4 lidé. Podle palestinských zdravotníků a záchranářů bylo při izraelských útocích v Džabalíji a dalších místech v Pásmu Gazy 14. května zabito nejméně 80 osob. Podle IOS izraelská letadla zasáhla bojovníky Hamásu a Palestinského islámského džihádu na severu Pásma. 14. května během dne vyzvaly IOS obyvatel čtvrti al-Rimal v Gaze k evakuaci s tím, že... izraelská armáda zaútočí na oblast intenzivní silou. Podle palestinské agentury civilní obrany zahynulo během 15. května při izraelských útocích v Chán Júnisu a na dalších místech nejméně 103 osob, podle palestinských médií až 115 osob. Podle IOS izraelská letadla útočila na 130 cílů, mezi jiným na raketomety, buňky operativců a budovy používané palestinskými skupinami k plánování útoků. Mezi zabitými militanty je i Jásir Husajn Alí Šamieh spoluzodpovědný za finanční toky Hamásu. Poté, co IOS zahájily novou fázi ofenzivy v Pásmu Gazy a jejich jednotky postupovaly směrem na Dajr Balah, oznámili palestinští zdravotníci, že během 16. května zahynulo při izraelských útocích nejméně 58 osob.  Izraelské útoky z noci na pátek ráno zasáhly předměstí Dajr al-Baláh, Chán Júnis a uprchlický tábor Džabalíja. Podle médií směrem na Bajt Lahíju postupují izraelské tanky. IOS podle vlastního vyjádření během dne zaútočily na 150 cílů, mezi něž patřila odpalovací stanoviště protitankových raket, buňky operativců a budovy používané palestinskými ozbrojenými skupinami. IOS ve svém prohlášení uvedly, že v severní části Pásma Gazy zničily 2 km dlouhý tunel. Podle Hamásu a Izraele bylo v Kataru zahájeno další kolo nepřímých rozhovorů o příměří. Delegace Hamásu podle vlastního vyjádření... nastínila postoj skupiny a nutnost ukončit válku, vyměnit zajatce, stažení Izraele z Gazy a umožnění vstupu humanitární pomoci do Pásma. Podle Izraele... rozhovory začaly, aniž by Izrael nejprve souhlasil s příměřím nebo se zrušením blokády. Izrael zároveň obvinil Hamás ze zabavování humanitární pomoci pro vlastní potřeby. Podle IOS byla zahájena I. fáze operace Gideonovy vozy, při které se izraelské jednotky snaží obsadit strategická území v Pásmu Gazy. Podle palestinských médií izraelské jednotky postoupily směrem k Dajr Baláh, přičemž jejich postup provázela těžká dělostřelecká palba a letecké údery ve východní oblasti Dajr Baláh.IOS podle vlastního prohlášení zintenzivnily pozemní kampaň, přičemž podle palestinských úřadů izraelské nálety zabily přes noc z 17. na 18. května nejméně 130 lidí. Podle saúdského kanálu Al-Hadath bylo v tunelu pod Evropskou nemocnicí v Chán Júnisu nalezeno tělo Muhammada Sinvára. Ten se stal cílem izraelského útoku 13. května. Palestinské úřady pouze uvedly, že při útoku na nemocnici zahynulo 16 osob. Nepotvrzená zůstala i smrt Zakarii Sinvára, dalšího z bratrů již zabitého Jahjá Sinwára.

#### Pondělí 19. května - neděle 25. května
Podle prohlášení palestinské organizace Výbor lidového odporu (VLO) byl 19. května v ranních hodinách v Chán Júnisu zabit při operaci izraelské speciální jednotky vysoce postavený operativec ozbrojeného křídla VLO Ahmad Šarhan. Ten byl odpovědný za speciální operace této organizace. Podle izraelského prohlášení bylo 19. května do Pásma Gazy vpuštěno 9 kamionů s dětskou výživou. Podle šéfa WHO Tedrose Adhanoma Ghebreyesuse... drtivá většina Gazanů hladoví, zatímco tuny potravin jsou zablokovány na hranicích, jen pár minut odtud. Podle palestinských zdravotníků a Hamásem řízené Agentury civilní obrany nejméně 50 osob zahynulo při izraelském bombardování ve čtvrti Šujája v Gaze, Dajr Baláhu a útočiště vysídleným z uprchlického tábora Nusejrat. Podle Hamásem řízeného ministerstva zdravotnictví počet zabitých osob v Pásmu Gazy stoupl na 53 486. Jens Laerke, mluvčí humanitárního úřadu OSN na tiskové konferenci 20. května prohlásil, že... jsme obdrželi od Izraele souhlas s tím, aby dnes vjelo více nákladních vozidel, mnohem více, než bylo schváleno včera... kolem 100 aut. V Pásmu Gazy 21. května druhým dnem pokračovaly demonstrace, na kterých stovky Palestinců vyzývaly k ukončení války a k odstranění Hamásu. Podle Agentury civilní obrany v Pásmu Gazy zahynulo při izraelských náletech během noci 18 osob. Podle prohlášení ministerstva zahraničí Spojených arabských emirátů (SAE) Izrael souhlasil z dodávkami humanitární pomoci vypravené ze SAE do Pásma Gazy. Podle Vysoké představitelky Unie pro zahraniční věci a bezpečnostní politiku Kaji Kallasové... dojde k přezkoumání obchodní dohody EU s Izraelem kvůli katastrofické situaci v Gaze.Podle prohlášení IOS byly 21. května na Izrael vypáleny z Pásma Gazy 4 rakety, přičemž všechny byly zničeny protivzdušnou obranou.Podle prohlášení palestinského ministerstva zdravotnictví z 22. května v posledních dnech zemřelo v Gaze 29 dětí a starých lidí na následky úmrtí souvisejících s hladem. Podle prohlášení IOS operují izraelské jednotky v Chán Júnisu a pracují na... vytvoření operační kontroly a zničení infrastruktury Hamásu. Izraelští vojáci podle IOS zabili desítky palestinských operativců a zničili asi 200 míst používaných palestinskými skupinami včetně tunelů.  Podle prohlášení Hamásu zabily izraelské nálety nejméně 6 Palestinců, kteří hlídali nákladní automobily s pomocí před rabujícími.Podle palestinské Agentury civilní obrany izraelské údery v pátek 23. května zabily 16 lidí na celém území Pásma Gazy. Podle palestinského ministerstva zdravotnictví počet zabitých osob v Pásmu Gazy stoupl na 53 762. Ve svém prohlášení z 23. května uvedli izraelští představitelé, že do Pásma Gazy bylo vpuštěno více než 100 nákladních automobilů s pomocí, včetně mouky, potravin, zdravotnického vybavení a léků. Podle OSN je toto množství žalostně nedostatečné ve srovnání s přibližně 600 nákladními auty denně, které vjížděly do Pásma během nedávného příměří a které jsou nezbytné k uspokojení základních potřeb. Podle palestinského ministerstva zdravotnictví bylo během 23. května při izraelských útocích zabito 79 osob, včetně 9 z 10 dětí lékaře lékaře z Násirovy nemocnice. Podle ministerstva počet osob zabitých v Pásmu Gazy stoupl na 53 901.IOS ve svém prohlášení reagovaly na informaci Hamásu, že izraelské jednotky zabily 6 strážců střežících humanitární pomoc. Podle IOS se jednalo i příslušníky Hamásu, kteří se podíleli na rabování humanitární pomoci. Podle zdrojů z izraelských bezpečnostních služeb byl útok na Muhammada Sinvára z 13. května umožněn tím, že se nepohyboval obklopen rukojmími. Podle bezpečnostních zdrojů se předpokládá, že M. Sinvár byl při útoku zabit. Podle nejmenovaných zdrojů z Hamásu čelí toto hnutí finanční krizi, když není schopno vyplácet platy svým operativcům a zaměstnancům.Podle Mezinárodního výboru červeného kříže byli 24. května při izraelském útoku v Chán Júnisu zabiti 2 jeho zaměstnanci. Podle prohlášení IOS z 25. května je cílem ofezívy v Pásmu Gazy obsadit 75% území Pásma a přesunout palestinské obyvatelstvo do 3 malých zón. Podle palestinských zdravotníků zahynulo při izraelských náletech v Chán Júnisu, v Džabalíji a Nusejratu během 25. května 23 osob. Podle tvrzení humanitární organizace pracující pod záštitou Spojených arabských emirátů bylo 23 z 24 kamionů, které vstoupily do Pásma Gazy vyrabováno.

#### Pondělí 26. května - sobota 31. května
Izraelský Úřad koordinátora vládních aktivit v Pásmu Gazy (COGAT) oznámil, že během 26. května vstoupilo do Pásma 170 nákladních automobilů s humanitární pomocí.Plán amerického vyslance Steva Witkoffa na příměří podle nejmenovaných zdrojů obsahuje návrh na propuštění 10 rukojmích, 70denní příměří, částečné stažení Izraele a propuštění řady palestinských vězňů.Zatímco pro Hamás je návrh přijatelný, izraelská strana ho odmítla. Podle palestinských záchranářů bylo během 26. května při izraelských náletech v Gaze a dalších místech zabito nejméně 52 osob. IOS ve svém prohlášení uvedly, že se zaměřily na velitelská stanoviště, která Hamás umisťuje do prostor obývaných uprchlíky. Během pondělí 26. května začal v Pásmu Gazy fungovat systém distribuce humanitární pomoci podporovaný Izraelem a USA.Podle mezinárodní organizace zabývající se migrací Global Camp Coordination and Camp Management Cluster obnovená izraelská vojenská ofenzíva vyhnala z domovů za pouhých 10 dní do 25. května téměř 180 000 lidí. 27. května rezignoval na svou funkci výkonného ředitele Jake Wood. Ten stál v čele The Gaza Humanitarian Foundation (GHF), humanitární organizace podporované Izraelem a USA a zabývající se distribucí humanitární pomoci v Pásmu Gazy. Podle izraelského premiéra Benjamina Netanjahua izraelská armáda při leteckém útoku 13. května eliminovala šéfa Hamásu v Gaze Mohammeda Sinvára. Podle palestinských záchranářů bylo během 27. května při izraelských leteckých útocích v Pásmu Gazy zabito nejméně 16 osob. Podle palestinských zdravotníků izraelské údery 29. května v Dajr al-Baláhu a v Bureiji zabily nejméně 22 osob.Spojené státy zveřejnily plné znění nejnovějšího návrhu na příměří. Hamás 30. května odmítl nový americký návrh na příměří, který zahrnoval vydání 10 živých rukojmích a těl 18 mrtvých rukojmích ve dvou fázích výměnou za 60denní příměří a propuštění palestinských vězňů z izraelských věznic. Izrael naproti tomu slovy B. Netanjahua plán přijal.Podle Úřadu OSN pro koordinaci humanitárních záležitostí (OCHA) se z Pásma Gazy stalo... nejhladovější místo na světě. Podle vysokého představitele izraelského ministerstva obrany... Hamás ztrácí kontrolu nad palestinskými civilisty v Pásmu Gazy, neboť nová, Izraelem podporovaná humanitární iniciativa zintenzivňuje své operace zaměřené na zabránění tomu, aby Hamás humanitární pomoc zabavoval pro své potřeby. V Džabalíji byla evakuována nemocnice al Awda, což byla, podle palestinských zdravotníků poslední funkční nemocnice na severu Pásma Gazy.Podle IOS izraelské letectvo zasáhlo 31. května desítky cílů v Pásmu Gazy, včetně operativců Hamásu a infrastruktury používané Hamásem. Podle představitelů Hamásu bylo při útocích zabito 60 osob a desítky dalších byly zraněny. Podle IOS byl při leteckém útoku 13. května zabit Mohammad Sinvár, hlava Hamásu v Gaze, čímž potvrdily to, co řekl premiér Benjamin Netanjahu.

## Červen

#### Neděle 1. června - neděle 8. června
IOS ve svém prohlášení 1. června uvedly, že při dronovém útoku byl zabit Chalil Abíd al-Násir Muhammad Hatíb, velitel buňky Hamásu, která má na svědomí nejsmrtelnější útok na izraelskou jednotku z 22. ledna 2024, při kterém zahynulo 21 izraelských vojáků. Podle palestinských zdravotníků více než 30 Palestinců bylo zabito a desítky dalších zraněny palbou izraelských jednotek v jižní části Pásma Gazy poblíž distribučního místa humanitární pomoci.Aktivistka Greta Thunbergová a dalších 11 aktivistů vyplulo do Pásma Gazy na lodi s humanitární pomocí. Cílem jejich mise je... prolomit izraelské obležení. IOS uvedly, že rozšiřují svou ofenzivu v jižní části Pásma Gazy směrem na Chán Júnis. Počet izraelských vojáků padlých v Pásmu Gazy stoupl na 423. Podle palestinských zdravotníků izraelská palba zabila nejméně 3 Palestince a zranila desítky dalších poblíž distribučního místa pomoci provozovaného humanitární nadací GHF v Rafahu. Podle izraelského listu Ma'ariv se IOS zaměřily na likvidaci dalších 4 vrcholných představitelů Hamásu, mezi nimiž jsou například Usáma Hamdan či jeho mluvčího Sami Abú Zurí. Podle mluvčího IOS brigádního generála Effieho Defrina jsou tvrzení Hamásu o počtech mrtvých během incidentů poblíž humanitárních středisek přehnaná a... jsou bohužel přebírána některými mezinárodními médii bez ověření. Podle palestinských úřadů izraelský letecký útok na školu v Chán Júnisu, kde se nacházejí vysídlené palestinské rodiny, zabil 4. června nejméně 10 lidí.Počet izraelských vojáků padlých v Pásmu Gazy stoupl 4. června na 425. Izrael uvedl, že v Pásmu Gazy nalezl těla dvou rukojmích, Judih Weinsteinové a Gada Agea zajatých při útoku Hamásu ze 7. října 2023. Ostatky byly vyzvednuty a vráceny do Izraele v rámci speciální operace IOS a Šin bet. Podle anglikánské církve bylo 5. června při izraelském útoku na nemocnici al-Alí zabito 5 osob, včetně 3 novinářů. Podle IOS byl útok veden na příslušníka PID, který operoval z velitelského centra umístěného v nemocnici. Humanitární nadace GHF obnovila 5. června operace poblíž čtvrti Tel Sultan v Rafahu. Podle palestinského ministerstva zdravotnictví počet osob zabitých od 7. října 2023 k 5. června stoupl na 54 607. Izraelské ministerstvo obrany potvrdilo zprávy, že Izrael poskytuje zbraně militantním skupinám v Pásmu Gazy, které jsou v opozici vůči Hamásu. IOS ve svém prohlášení uvedly, že nedovolí lodi Madleen, provozované aktivistickou skupinou Koalice flotily svobody s 12 pasažéry, včetně Grety Thunbergové, aby vstoupila do Pásma Gazy.Izraelský premiér Benjamin Netanjahu potvrdil, že Izrael vyzbrojuje v Gaze klany, které jsou podle něj v opozici vůči Hamásu. Počet izraelských vojáků padlých v Pásmu Gazy stoupl 6. června na 429. IOS vyzvedly z Pásma Gazy tělo Natthaponga Pinty, Thajce, který byl zajat jako rukojmí při útoku Hamásu 7. října 2023 a v zajetí byl zavražděn příslušníky Brigád mudžahedínů, ozbrojené skupiny blízké PID. IOS jsou podle vlastního prohlášení přesvědčeny, že se jim podařilo najít tělo Muhammada Sinvára, zabitého 13. května pod Evropskou nemocnicí v Chán Júnisu. IOS ve svém prohlášení uvedly, že 7. června zabily v Gaze velitele Brigád mudžahedínů Asáda Abú Šaríu a jeho bratra Ahmeda Abú Šariu. Brigády mudžahedínů jejich smrt následně potvrdily. IOS obvinily mluvčího palestinské civilní obrany v Pásmu Gazy Mahmúda Basála z příslušnosti k Hamásu a z toho, že... slouží cílům Hamásu šířením falešných a neověřených informací. Ten obvinění popřel. IOS v prohlášení uvedly, že při leteckém útoku zemřel Arafat Džiab, příslušník praporu Hamásu Šejk Radwan, který se účastnil nájezdu na kibuc Re'im a zaútočil na nedaleký festival Nova 7. října 2023. Izraelské úřady 8. června uvedly, že bylo identifikováno tělo vojenského šéfa Hamásu Muhammada Sinvára, které bylo po leteckém útoku z 13. května následně vyzvednuto z tunelu pod Evropskou nemocnicí v Chán Júnisu.

#### Pondělí 9. června - neděle 15. června
Příslušníci izraelského námořnictva se 9. června nalodily na charitativní plavidlo Madleen plující pod britskou vlajkou a které je provozováno propalestinskou Koalicí flotily svobody. To se pokusilo prolomit námořní blokádu Pásma Gazy. Loď s 12člennou posádkou, včetně aktivistky Grety Thunbergové, zamířila do přístavu v Izraeli. Humanitární nadace GHF v Gaze 9. června uvedla, že byla nucena uzavřít jedno ze svých distribučních míst pomoci kvůli... chaosu. Podle palestinského ministerstva zdravotnictví řízeného Hamásem bylo zabito šest lidí, přičemž svědci uvedli, že palbu vedli ozbrojenci, kteří... byli zřejmě spojenci izraelské armády. Podle prohlášení IOS z 9. června bylo během bojů v Gaze a Chán Júnisu v posledních dnech zabito minimálně 15 ozbrojenců Hamásu.Podle palestinských zdravotníků střelba izraelských vojáků v Gaze 10. června zabila nejméně 17 Palestinců a zranila desítky dalších, když se tisíce vysídlených osob přiblížily k místu distribuce humanitární pomoci Humanitární nadace Gazy (GHF). GHF uvedla, že během 10. června distribuovala 35 520 krabic s potravinami na třech místech ve střední a jižní Gaze. Izrael 10. června deportoval aktivistku Gretu Thunbergovou, den poté, co izraelská armáda zabavila loď směřující do Gazy, na které se nacházela. B. Netanjahu ve svém prohlášení 11. června uvedl, že IOS nalezly těla 2 izraelských rukojmích zabitých a unesených do Pásma Gazy při útoku Hamásu a PID na kibuc Nir Oz 7. října 2023. Podle palestinských zdravotnických představitelů bylo 11. června asi 25 osob zabito, když se přiblížili k distribučnímu zařízení GHF v oblasti koridoru Necarim v centrální Gaze. IOS uvedly, že izraelští vojáci vypálili varovné výstřely na Palestince, kteří se k nim přiblížili a představovali hrozbu. Podle palestinského ministerstva zdravotnictví od začátku války bylo k 11. červnu v Pásmu Gazy zabito 55 104 lidí a 127 394 bylo zraněno. Podle prohlášení Humanitární nadace v Gaze (GHF) bylo při útoku příslušníků Hamásu na autobus převážející palestinské zaměstnance GHF zabito 8 lidí, další mohli být vzati jako rukojmí. Podle BBC s potvrzeným zabitím nejvyššího vojenského velitele Hamásu Mohammada Sinvára zanikla tzv. Válečná rada, pětice představitelů Hamásu, která naplánovala a řídila útok na Izrael 7. října 2023 a řídila i boje v Pásmu Gazy. Do této rady kromě Mohammada Sinvára patřili jeho bratr Jahjá Sinvár, Mohammed Dajf a Marván Isa a dosud neznámý představitel Hamásu, který je kvůli utrpěným četným zraněním neschopný velení. Likvidací Válečné rady tak, podle BBC... ponechává Hamás v kritické době tváří v tvář v potenciálnímu vakuu ve vedení. Podle prohlášení humanitární agentury OSN OCHA humanitární organizace GHF podporovaná USA a Izraelem ve svém poslání poskytovat pomoc obyvatelům Pásma Gazy selhala. Podle Izraele předchozí metody distribuce pomoci umožnily teroristické skupině Hamás udržet si kontrolu nad Gazou a financovat její boje. IOS prezentovaly dokumenty ukořistěné Hamásu, podle kterých tato skupina systematicky využívala vstup humanitární pomoci do Gazy během probíhající války k financování svých aktivit. Část zabavené pomoci Hamás rozdal svým bojovníkům a část prodal civilistům za přemrštěné ceny na černém trhu. Počet izraelských vojáků padlých v Pásmu Gazy stoupl 14. června na 430. IOS ve svém prohlášení uvedly, že válka v Gaze byla degradována na druhořadou poté, co Izrael 13. června zahájil izraelsko-íránskou válku. Podle palestinských zdravotníků izraelská palba a letecké údery zabily 14. června v Pásmu Gazy nejméně 41 Palestinců, z toho nejméně 5 poblíž dvou míst Humanitární nadace (GHF) v Rafahu a Bajt Lahíja.

#### Pondělí 16. června - neděle 22. června
Podle palestinských zdravotníků bylo 16. června nejméně 20 lidí bylo zabito a 200 dalších zraněno poblíž distribučního místa pomoci humanitární organizace GHF v Rafahu. Izrael 16. černa oznámil, že deportoval do Jordánska poslední tři zbývající aktivisty z humanitární flotily, která se minulý týden pokusila dostat do Pásma Gazy. Počet příslušníků IOS padlých v Pásmu Gazy stoupl 16. června na 432. Podle palestinské agentury civilní obrany v Pásmu Gazy izraelské síly 17. června zabily nejméně 50 lidí shromážděných poblíž distribučního místa pomoci v Chán Júnisu. Podle palestinského ministerstva zdravotnictví počet zabitých osob v Pásmu Gazy stoupl k 17. červnu na 55 432. IOS vydaly nový evakuační příkaz pro jižní oblasti Pásma Gazy a vyzvaly civilisty, aby se přesunuli do bezpečných zón. Agentura civilní obrany v Gaze uvedla, že izraelská palba 18. června zabila v centrální části Pásma Gazy nejméně 30 lidí, včetně 11 těch, kteří se nacházeli poblíž středisek pro distribuci humanitární pomoci. Počet příslušníků IOS padlých v Pásmu Gazy stoupl 18. června na 433. Podle IOS dopadla poblíž pohraniční obce Nirim raketa vypálená z Pásma Gazy. Raketa nezpůsobila žádné škody. Palestinská agentura civilní obrany v Gaze uvedla, že izraelské síly 19. června zabily nejméně 72 lidí, včetně 21, kteří se shromáždili poblíž míst distribuce humanitární pomoci v jižní a centrální části Pásma Gazy. Podle UNICEF Pásmo Gazy čelí suchu protože její vodovodní systémy kolabují. Děti začnou umírat žízní... pouze 40 procent zařízení na výrobu pitné vody zůstává funkčních," řekl novinářům v Ženevě mluvčí UNICEF James Elder. Jsme hluboko pod nouzovými standardy, pokud jde o pitnou vodu pro lidi v Gaze, dodal Elder. Podle palestinských zdravotníků bylo izraelskou palbou 20. června zabito nejméně 25 lidí čekajících na nákladní automobily s humanitární pomocí jižně od Necarimu v centrálním Pásmu Gazy. Dalších nejméně 19 osob bylo zabito při jiných izraelských vojenských útocích napříč enklávou, včetně 12 lidí v domě v Dajr Al-Baláh v centrální části Pásma Gazy. IOS ve svém prohlášení 20. června uvedly, letecký útok v centrální části Pásma Gazy 16. června eliminoval Alího Sádí Wasfi al-Agha, vysokého velitele Brigád mudžahedínů, který byl zapojen do pohřbívání těl zabitých rukojmích Gadiho Haggaie a Judih Weinsteinové. 17. června byl při leteckém útoku zabit Ibrahím Abú-Šamala, šéf financí Hamásu a poradce bývalého zástupce šéfa vojenského křídla Marvána Issy. IOS 21. června zveřejnily zpravodajské dokumenty nalezené v tunelu pod Evropskou nemocnicí v jižní Gaze odhalující, jak se představitel IRGC Sajíd Izadi podílel na vyzbrojování a financování Hamásu.  Podle palestinské agentury civilní obrany v Gaze izraelská palba 21. června zabila nejméně 12 lidí, včetně osmi, kteří se shromáždili poblíž distribučních míst humanitární pomoci v jižní a centrální části Pásma Gazy. Během společné vojenské operace IOS a Šin Bet byla vyzvednuta a přepravena do Izraele z Pásma Gazy těla 3 rukojmí zabitých při útoku Hamásu 7. října 2023.

#### Pondělí 23. června - pondělí 30. června
Podle agentury civilní obrany v Pásmu Gazy Izraelské obranné síly 24. června zabily poblíž Necarimského koridoru a v jižní části Pásma celkem 21 lidí, kteří se shromáždili v blízkosti míst pro výdej humanitární pomoci. Mluvčího OSN pro lidská práva Thameenaa Al-Kítan... odsoudil izraelský militarizovaný mechanismus humanitární pomoci. Zároveň ale připustil, že jeho úřad ještě musí ověřit počty obětí hlášených Hamásem a nevládními organizacemi. Počet příslušníků IOS padlých v Pásmu Gazy stoupl 25. června na 440. Agentura civilní obrany v Pásmu Gazy uvedla, že izraelská palba 25. června zabila nejméně 20 lidí, včetně 6 osob, které čekaly u výdejního místa s humanitární pomocí. Podle palestinských zdravotníků nejméně 18 Palestinců bylo zabito poté, co izraelský bezpilotní letoun zaútočil na policejní jednotku Hamásu, která se pokoušela získat kontrolu nad trhem v Dajr al-Baláh v centrální části Pásma Gazy. WHO 26. června uvedla, že doručila svou první lékařskou zásilku do Pásma Gazy od 2. března. Zásoby plazmy a krve bude v nadcházejících dnech distribuovány mezi nemocnice na palestinském území, uvedl šéf WHO Tedros Adhanom Ghebreyesus. Podle IOS byl při leteckém útoku v Gaze 27. června zabit Hakem al-Issa, náčelník štábu divize bojové a administrativní podpory Hamásu a jeden z plánovačů útoku na Izrael 7. října 2023. Charitativní organizace Lékaři bez hranic (LBH) 27. června vyzvala k zastavení kontroverzní humanitární pomoci v Gaze zprostředkovávanou organizací GHF a označila ji za... masakr maskovaný za humanitární pomoc. Podle palestinských zdravotníků zahynulo nejméně 11 osob při izraelském útoku v Gaze. Podle palestinského ministerstva zdravotnictví během 28. června po celém Pásmu Gazy zahynulo nejméně 81 osob. Podle izraelských bezpečnostních zdrojů IOS připravují rozsáhlou vojenskou kampaň, která má v Pásmu Gazy způsobit maximální škody zbývajícím vojenským schopnostem Hamásu.  29. června IOS vydaly příkaz k evakuaci severní části Pásma Gazy, v němž varovaly Palestince v některých částech Gazy a blízkých oblastech před bezprostředními vojenskými akcemi proti Hamásu a vyzvaly je, aby se okamžitě evakuovali na jih do Al-Mavází. Podle IOS byl 29. června v Pásmu Gazy při výbuchu nastražené nálože zabit 1 izraelský voják.  Podle palestinských zdravotníků bylo 30. června při izraelském leteckém útoku na kavárnu v Gaze zabito nejméně 24 lidí.

## Červenec

#### Úterý 1. července - neděle 6. července
Podle IOS izraelští vojáci operující v Chán Júnisu zničili síť zhruba tři kilometry vzájemně propojených tunelů používanou palestinskými operativci v jižní části Pásma Gazy k organizování útoků, skladování zbraní a nepozorovanému pohybu. Více než 165 humanitárních a charitativních organizací, včetně Oxfamu, Save the Children či Amnesty International vyzvaly k ukončení činnosti kontroverzního systému distribuce pomoci v Gaze provozované společností GHF a podporovaného Izraelem a USA kvůli opakujícímu se násilí proti civilistům. Podle palestinské agentury civilní obrany izraelské údery 2. července v pobřežní oblasti Al-Mavásí, Gaze a Dajr el-Baláh zabily nejméně 14 lidí. Počet příslušníků IOS padlých v Pásmu Gazy stoupl 2. července na 442. Podle palestinských záchranářů bylo izraelskou palbou 3. července v Gaze a na místech distribuce humanitární pomoci zabito 38 osob. Podle palestinského inisterstva zdravotnictví stoupl počet osob zabitých v Pásmu Gazy na 57 130. Podle palestinské agentury civilní obrany izraelské údery 4. července v Chán Júnisu zabily nejméně 15 lidí. Počet příslušníků IOS padlých v Pásmu Gazy stoupl 4. července na 444. 2 parcovníci humanitární organizace GHF byli zraněni poté, co na místo distribuce pomoci 2 ozbrojenci vhodili granáty. Z útoku byl obviněn Hamás. 5. července izraelské údery zabily v Gaze nejméně 32 osob, uvedla palestinská agentura civilní obrany. IOS a Šin bet ve svém prohlášení 6. července uvedly, že při útoku na kavárnu al-Baká v Gaze, při kterém byly zabity desítky civilistů, byli zabiti příslušníci Hamásu Ramzí Ramadán Abd Alí Saleh, velitel námořních sil Hamásu, Hišám Ajmán Atija Mansúr, zástupce velitele minometné jednotky Hamásu, a Nissim Muhammad Sulejmán Abú Sabha, příslušník minometné jednotky Hamásu. Izraelský premiér B. Netanjahu před svým odletem do USA sdělil, že... jsme odhodláni zajistit, aby Gaza již nepředstavovala hrozbu pro Izrael. To znamená, že nedovolíme vytvoření situace, která by povzbuzovala k dalším únosům, dalším vraždám, dalšímu stínání hlav, dalším invazím.Podle palestinských zdravotníků izraelské údery 6. července v pobřežní oblasti Al-Mavásí a Gaze zabily nejméně 33 lidí.

#### Pondělí 7. července - neděle 13. července
Počet izraelských vojáků padlých v Pásmu Gazy 7. července stoupl na 449. Americký prezident Donald Trump se v Bílém domě setkal s izraelským premiérem Benjaminem Netanjahuem. Mezinárodní výbor Červeného kříže (MVČK) 8. července uvedl, že jeho polní nemocnice v jižní části Pásma Gazy zaznamenaly 200 úmrtí od doby, kdy byl koncem května spuštěn nový systém distribuce pomoci. Plán na přesídlení obyvatel Pásma Gazy do okolních arabských států, o kterém znovu jednali americký prezident Trump a izraelský premiér Netanjahu odmítají jak okolní arabské státy a lidskoprávní organizace, tak i Gazané. Hamás 9. července v prohlášení uvedl, že by v případě dosažení dohody o příměří souhlasil s propuštěním 10 rukojmí, přičemž jednání mají několik sporných bodů, včetně toku humanitární pomoci, stažení izraelských sil z Pásma Gazy a záruk pro trvalé příměří. Podle palestinských zdravotníků během 9. července bylo nejméně 40 Palestinců zabito při izraelských náletech v Pásmu Gazy, IOS uvedly že během dne zasáhly více než 100 cílů po celé Gaze, včetně militantů, nástražných výbušných zařízení, skladů zbraní, odpalovacích zařízení raket a tunelů.Počet izraelských vojáků padlých v Pásmu Gazy 9. července stoupl na 450.Nejméně 15 Palestinců, včetně 8 dětí a 2 žen, bylo zabito při izraelském útoku poblíž nemocnice Mučedníků al-Aksá v Dajr al-Baláhu, podle IOS při útoku zasáhly člena elitních sil Nuchba vojenského křídla Hamásu, který se zúčastnil útoku na Izrael 7. října 2023.Premiér Benjamin Netanjahu 10. července řekl, že Izrael je připraven během 60denního příměří vyjednat trvalé příměří v Pásmu Gazy za podmínky, že palestinské území bude demilitarizováno. Počet izraelských vojáků padlých v Pásmu Gazy 10. července stoupl na 451. Podle představitelky EU Kaji Kallasové se Izrael a Evropská unie se dohodly na zvýšení toku humanitární pomoci do Pásma Gazy. Podle prohlášení IOS byl při nedávném úderu v Pásmu Gazy zabit velitel Palestinského islámského džihádu pro sektor Šijája Fadl Abú al-Ata, který se účastnil útoku na Izrael v říjnu 2023. Podle mluvčí úřadu OSN pro lidská práva Raviny Šamdasáni bylo od 26. května, kdy zahájila svou činnost Humanitární nadace v Gaze (GHF) do 7. července zabito téměř 800 lidí při pokusu dostat se k humanitární pomoci. Podle IOS bylo v Bajt Hanúnu v severní části Pásma Gazy zasaženo 35 cílů patřících Hamásu. Hamás a Izrael se 12. července vzájemně obvinily z blokování pokusů o uzavření dohody o příměří v Pásmu Gazy. Podle palestinské Agentury civilní obrany v Pásmu Gazy izraelské letecké údery 13. července na tržišti v Gaze, v uprchlickém táboře Nusejrat v centrální části Pásma Gazy a v pobřežní oblasti Al-Mavásí. zabily více než 40 Palestinců. Podle IOS izraelská letadla za posledních 24 hodin zasáhla více než 150 cílů po celém Pásmu Gazy, včetně ozbrojenců, skladů zbraní a protitankových a odstřelovačských pozic palestinských militantních skupin.  IOS a Šin bet ve společném prohlášení jmenovaly velitele Hamásu a PID, kteří byli zabiti během posledních dvou týdnů. Mezi jinými to byli např. Bilal Abú Šiká a Tajsír Šarím, velitelé sekcí pro výrobu zbraní v ústředí Hamásu, Muhammad Al-Bajúk, vysoce postavený člen zbrojní výroby PID a řada dalších.

#### Pondělí 14. července - neděle 20. července
Počet izraelských vojáků padlých v Pásmu Gazy 14. července stoupl na 454. Podle palestinského ministerstva zdravotnictví stoupl počet mrtvých osob v Pásmu Gazy na 58 386. V důsledku rozšiřujících se bojů vydaly IOS 15. července výzvu k evakuaci pro Palestince žijící v Gaze  a Džabalíi na severu Pásma Gazy. Podle palestinské agentury civilní obrany v Gaze izraelské síly 15. července při útocích v Gaze a Rafahu zabily nejméně 18 lidí. Nejméně 20 Palestinců bylo 16. července zabito v distribučním místě humanitární pomoci provozovaném GHF. Podle GHF existují věrohodné důvody se domnívat, že nepokoje jsou záměrně vyvolávány příslušníky Hamásu. Podle IOS byl 16. července v Chán Júnisu vytvořen koridor s názvem Magen Oz rozdělující město na východní a západní část.Podle palestinských zdravotníků zemřelo během izraelských útoků v Pásmu Gazy 17. července nejméně 22 osob, včetně 2 osob zabitých při zásahu katolického kostela tankovým šrapnelem.IOS přiznaly vinu při zásahu katolického kostela Svaté rodiny v Gaze. Podle prohlášení IOS byl 10. července při leteckém útoku zabit Ijád Násir, zástupce velitele praporu Hamásu pro Džabalíji, který se 7. října 2023 účastnil útku na Izrael. Spolu s ním byli zabiti další 2 velitelé Hamásu. IOS zveřejnily záběry ukazující demolici tunelu Hamásu v oblasti čtvrtí Daraj a Tuffah na východě Gazy. Podle IOS bylo v Gaze, Džabalíji a Bajt Hanúnu zabito během bojů několik operativců Hamásu a zničena infrastruktura této organizace. Podle palestinské agentury civilní obrany bylo při izraelských útocích v Chán Júnisu a Džabalíji zabito nejméně 14 osob. Podle palestinského ministerstva zdravotnictví stoupl počet mrtvých osob v Pásmu Gazy k 18. červenci na 62 004. Podle palestinské agentury civilní obrany bylo poblíž dvou míst s distribucí humanitární pomoci v Gaze izraelskými vojáky zabito 26 lidí. IOS a Šin bet ve společném prohlášení 19. července uvedly, že při samostatném útoku byl minulý týden v Gaze zabit Muhamad Chásín velitel praporu Hamásu v Daraj-Tuffáh. Při dalším útoku byli zabiti Barhúm Šahín, šéf bezpečnostního aparátu Hamásu pro západní část Gazy, Haším Sarsúr, šéf krizového výboru Hamásu pro východní část Gazy a Faraj al-Aoul, šéf právního úřadu Hamásu a člen jeho legislativní rady.Podle palestinské agentury civilní obrany bylo poblíž míst s distribucí humanitární pomoci na severu Pásma Gazy, v Rafahu a Chán Júnisu 20. července izraelskými vojáky zabito 93 lidí. Podle prohlášení palestinské skupiny Brigád mudžahedínů byli v Chán Júnisu zabiti dva vysocí velitelé Azmi Mohammed Qdeiha, velitel zodpovědný za oblast Gazy a Raíd al-Saká, velitel odpovědný za jižní část Pásma Gazy.